# 蔣介石
蔣 介石（蒋 介石、しょう かいせき、チャン・チェシー、1887年10月31日〈光緒13年9月15日〉 - 1975年〈民国64年〉4月5日）は、中華民国の政治家、軍人。第3・5代国民政府主席、初代中華民国総統、中国国民党永久総裁。国民革命軍・中華民国国軍における最終階級は特級上将（大元帥に相当）。浙江省寧波府奉化県（現：寧波市奉化区）出身。日本や中華人民共和国では蔣介石の呼び名で知られているが、中華民国（台湾）では蔣中正（しょう ちゅうせい）の名称が一般的である。
孫文の後継者として北伐を完遂し、中華民国の統一を果たして同国の最高指導者となる。第二次世界大戦では同国を四大国の一角にさせ、連合国中国戦区最高統帥だった。
しかし、戦後の国共内戦で毛沢東率いる中国共産党に敗れて1949年に台湾へ移り、大陸支配を回復することなく、1975年に台北で死没。その死まで同国の元首たる中華民国総統の地位にあり続けた。

## 名前
| 性質         | 名              | 解釋 |
| ------------ | --------------- | --- |
| 譜名         | 周泰            | 族譜の上での名。 |
| 幼名         | 瑞元            | 幼少期の名。 |
| 訓名（学名） | 志清            | 1902年に寧波へ進学した時に名乗り始め、1913年の第二革命の時点ではこれを本名としていた。 |
| 諱           | 中正            | 1917年-1918年頃から名乗り始め、その後も本名として用い続けた。『易経』に登場する言葉に由来する。現在の台湾地区における正式な呼称は「蔣中正」である。                                                        |
| 字           | 介石            | 日本亡命中の1912年に自身の雑誌『軍声』でペンネームとして使用し、後に字となった。「其介如石（堅固さは石の如し）」という意味である。中国大陸や日本では一般的に「蔣介石」と呼ばれる。                         |
| あだ名       | 老蔣            | 蔣経国（小蔣）と区別する時の呼称。 |
| あだ名       | 紅臉将軍        | 奉化の鳳麓学堂在学時に友人達から呼ばれたあだ名。活力に満ち溢れ、しばしば顔を赤くして議論していた様子を表す。                                                                                               |
| あだ名       | 蔣光頭          | 1920年代に黄埔軍官学校で呼ばれたあだ名。中国共産党が蔑称として用いた。 |
| あだ名       | Gimo            | 1935年、蔣介石は特級上将（大元帥）に任命された:56。以降、欧米では、大元帥を意味するイタリア語「Generalissimo」を略して「Gimo」と呼ばれるようになった。                                                     |
| あだ名       | Peanut          | 日中戦争期に中国軍の軍事顧問を務めたジョセフ・スティルウェルは蔣介石を嫌っており、日記などで蔣介石をしばしば「Peanut（ピーナッツ）」と呼んでいた。                                                         |
| 尊称         | 蔣公            | 特に台湾で多用される尊称。「先総統 蔣公」とも呼ばれた。 |
| 尊称         | 国民革命軍の父  | 中華民国国軍内で用いられる尊称。黄埔軍官学校初代校長として国軍の礎を築き、日中戦争で勝利を収めたことに由来する。                                                                                           |
| 尊称         | 総裁            | 中国国民党内での尊称。蔣介石は1938年に新設された党首職「総裁」に就任し、死去するまでその地位にあった。蔣経国時代以降は「総裁」に代わって「主席」が党首職とされ、「総裁」は蔣介石個人に対する称号となった。 |
| 偽名         | 石田雄介 石岡   | 1914年7月に南満洲鉄道の上海事務所職員と偽って東北へ秘密任務に赴いた際に用いた偽名。 |
| ローマ字表記 | Chiang Kai-shek | 1920年代の広州国民政府期から使用され始めた。「蔣介石」の広東語での発音をローマ字で表記したものである。 |

## 年譜
- 1887年、浙江省寧波府奉化県（現：寧波市奉化区）渓口鎮に生まれる。
- 1902年、毛福梅（当時19歳）と結婚。
- 1904年、奉化の鳳麓学堂や寧波の箭金学堂で学ぶ（1904年 - 1905年）。
- 1906年、保定陸軍軍官学校で軍事教育を受ける。
- 1907年、日本に留学（東京振武学校）する。
- 1909年、大日本帝国陸軍に勤務。高田の陸軍十三師団の野砲兵第19連隊の士官候補生（ - 1911年）
- 1910年、蔣経国誕生（1927年、毛福梅は出家、離縁する。）
- 1911年 - 1912年、辛亥革命に参加。後に孫文に認められ、中国国民党内右派の代表として頭角を現す。
- 1916年、戴季陶の子で蔣緯国を養子にして次男とする。
- 1923年、孫文の指示により、ソビエト連邦の軍制を視察。
- 1924年、広州の黄埔軍官学校校長に就任。
- 1926年7月1日、中国国民党が北洋軍閥等に対し北伐を開始。
- 1927年、宋美齢と結婚。
- 1927年、上海クーデターで中国共産党を弾圧。党および政府の実権を掌握する。
  - 9月に満洲問題を主題とし田中義一首相と会談し、北伐（中国大陸統一）・対共戦に対する支援の見返りに満州における日本の政治、経済的な権益に関する特殊な地位を考慮すると語った[22]。
- 1928年、国民政府主席となる。基本政策は反共、対日、対英米善隣外交。
- 1930年11月、行政院長就任(～1931年12月）。
- 1931年、柳条湖事件をきっかけに満洲事変が勃発。
  - 12月、国民政府主席を辞任。
- 1932年、満洲国建国。中国は国際連盟に提訴。
  - 3月、国民政府軍事委員会委員長に就任。
- 1933年、塘沽停戦協定締結。
- 1935年3月30日、中華民国特級上将に叙される。二度目の行政院長就任（～1938年）。
- 1936年、3月、西南旅行の途次、南京に立ち寄った松井石根大将と会談。
  - 12月、西安事件で張学良に軟禁される。この事件により対日・反共政策の見直しを迫られる。
- 1937年（民国26年）、7月盧溝橋事件を契機に、抗日を推し進める。
  - 12月、日本軍による首都南京の占領が不可避と判断し、四川省の重慶へ遷都。12月7日総統蔣介石夫妻はアメリカ人パイロットの操縦するドイツ製の大型単葉機で南京を脱出した。
- 1938年、トラウトマン工作の吊り上げにより和平破綻。トラウトマン工作打ち切りで、泥沼化。
  - 4月、中国国民党総裁に就任
- 1939年12月、三度目の行政院長就任（～1945年6月）。
- 1940年、桐工作で板垣征四郎と汪兆銘との会談が検討されたが、蔣は出席せず。
- 1941年、7月に日本をABCD包囲陣で経済封鎖。11月にハルノートが出される。
  - 12月、日本が対英米と戦争状態になることで日米が第二次世界大戦に参戦。蔣介石は連合国共同宣言に署名し、中華民国が四大国の一員となる。
- 1942年、アメリカ陸軍のジョセフ・スティルウェルが中国戦区連合国軍最高司令官・中国戦区参謀長に就任する。
- 1943年、繆斌と対日単独講和を検討。
  - 8月、国民政府主席に再就任。
  - 11月、アメリカ合衆国大統領のフランクリン・デラノ・ルーズベルトの要請でカイロ会談に参加、四人の警察官構想の一員になる。
- 1944年、日本陸軍最大の攻勢大陸打通作戦によって蔣介石の重慶政府軍が大打撃を受ける。
  - 10月、蔣介石はアメリカ陸軍のスティルウェルを参謀長から解任。
- 1945年、抗日戦争（日中戦争）が終了する。毛沢東との交渉により双十協定を締結する。
- 1946年、第二次国共内戦に突入する。
- 1948年、中華民国の初代総統に就任（ただし反発を受け翌年辞任）
- 1949年、第二次国共内戦に敗北。首都南京を脱出し、重慶などを経て、12月に成都から、息子の経国とともに飛び立ち台湾へ到着。事実上台北への遷都を強いられる。
- 1950年3月、再び総統に就任（第五任（第5期）まで務め任期中に死去）
- 1969年、交通事故に遭って体調を崩し、この年を境に表舞台には出なくなる。
- 1972年、6月に肺炎にかかり一時重篤な状態になったが持ち直した。しかし、これを期に以後は公の場に姿を現すことはなくなった。
- 1975年4月5日23時50分、死去。死因は心臓麻痺とも心臓病とも言われる。87歳。任期中死亡のため副総統の厳家淦が後任総統に昇格。
- 2014年、功績を称え、国民党永久総裁に任じられる。

## 生涯

### 革命運動との出会いと軍人への道
1887年10月31日、清の浙江省奉化県渓口鎮にて生まれる。父は塩や酒を扱う商人の蔣肇聡、母は王采玉。母親が教育熱心であったことから、蔣介石は6歳から私塾や家庭教師に習い、中国の古典を学んでいった。実家は裕福であったが、父は蔣が9歳のときに亡くなり、以後は母の手によって育てられた。当時の中国の封建的な社会において、母子家庭の暮らしは厳しいものであった。10歳から16歳にかけて生地にあった毛鳳美の塾で学び、1902年には毛鳳美の娘の毛福梅と結婚。1904年からは浙江省に設けられた新制の教育機関である鳳麓学堂で英語や数学を学び、その後寧波の箭金学堂で西洋法律を学んだ。
1905年の暮れには生家に戻り、1906年4月に日本へ渡る。この渡日の目的は東京振武学校で学ぶことであったが、保定陸軍速成学堂の関係者しか振武学校への入学を許可されていなかったので、目的を果たすことはできなかった。しかし蔣介石はこの渡日で、孫文率いる中国同盟会の一員で、孫文が進める武力革命運動の実践活動の中心であった陳其美と出会い、交友を深めた。中正紀念堂による「蔣公大事年表」はこの渡日を「公（蔣介石）参加革命運動之始」としている。また、日本のノンフィクション作家である保阪正康は、陳其美との交友が後に蔣介石が武力革命の実践者となることに大きな影響を与えたとする。

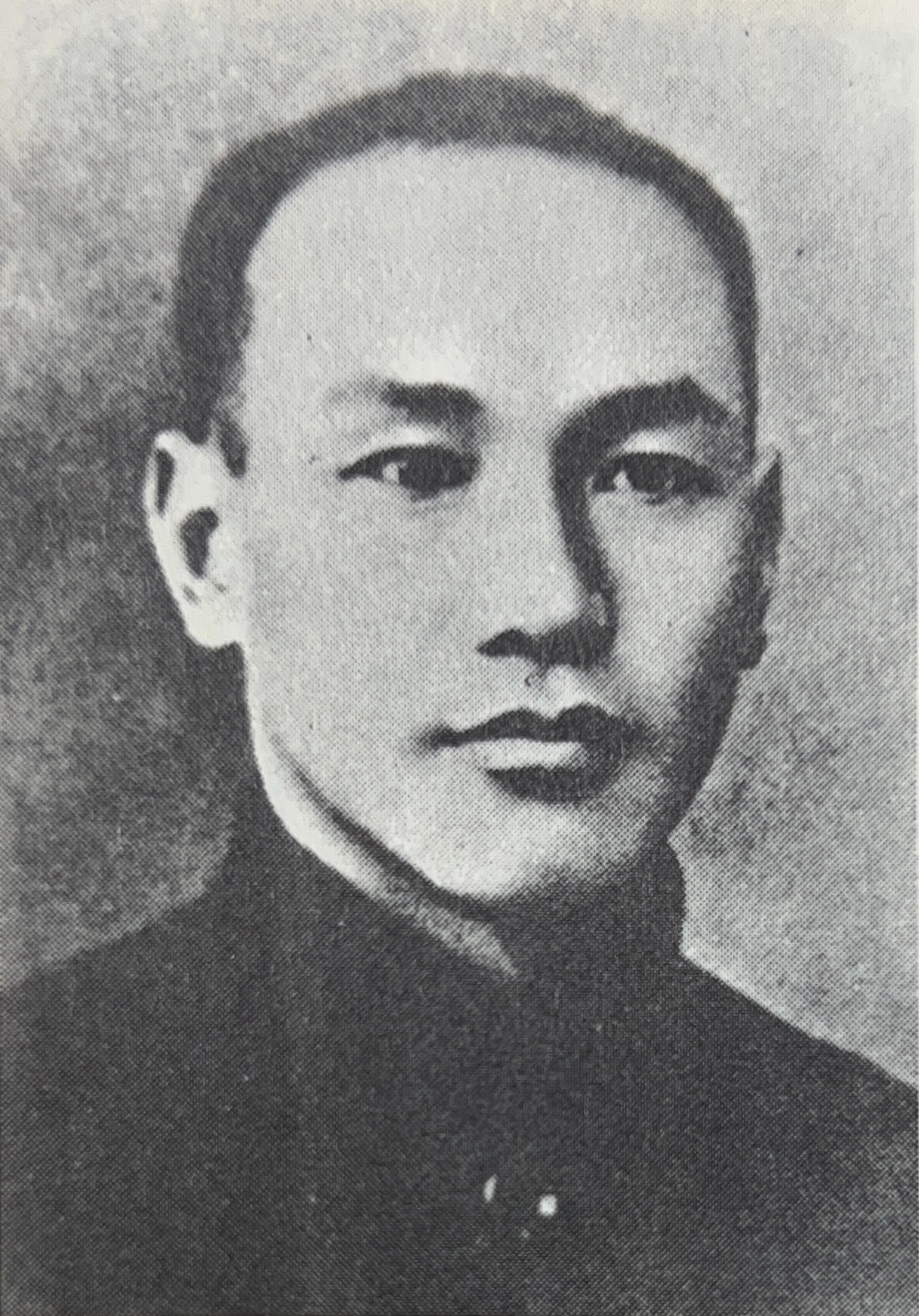
竜津中学堂在籍時（1906年）の蔣介石
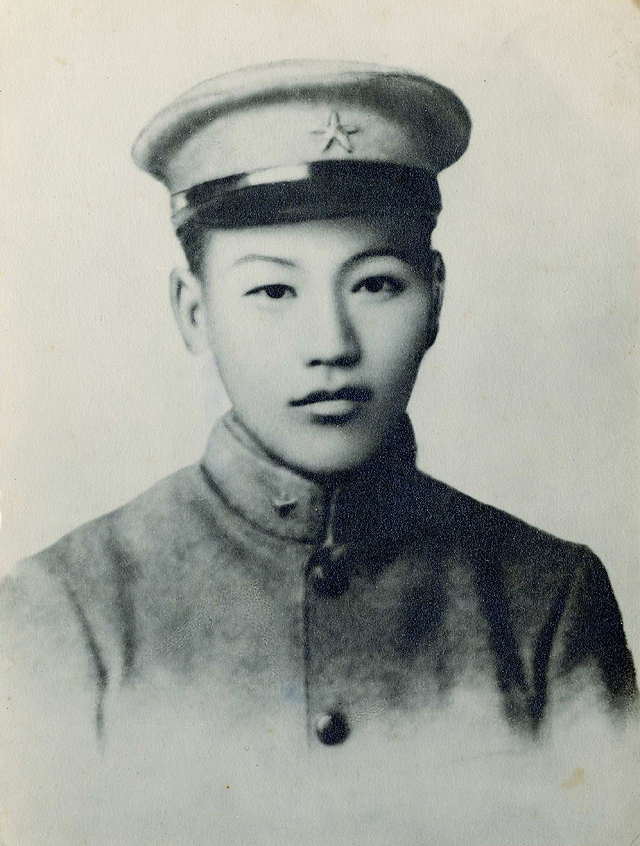
日本留学時の蔣介石
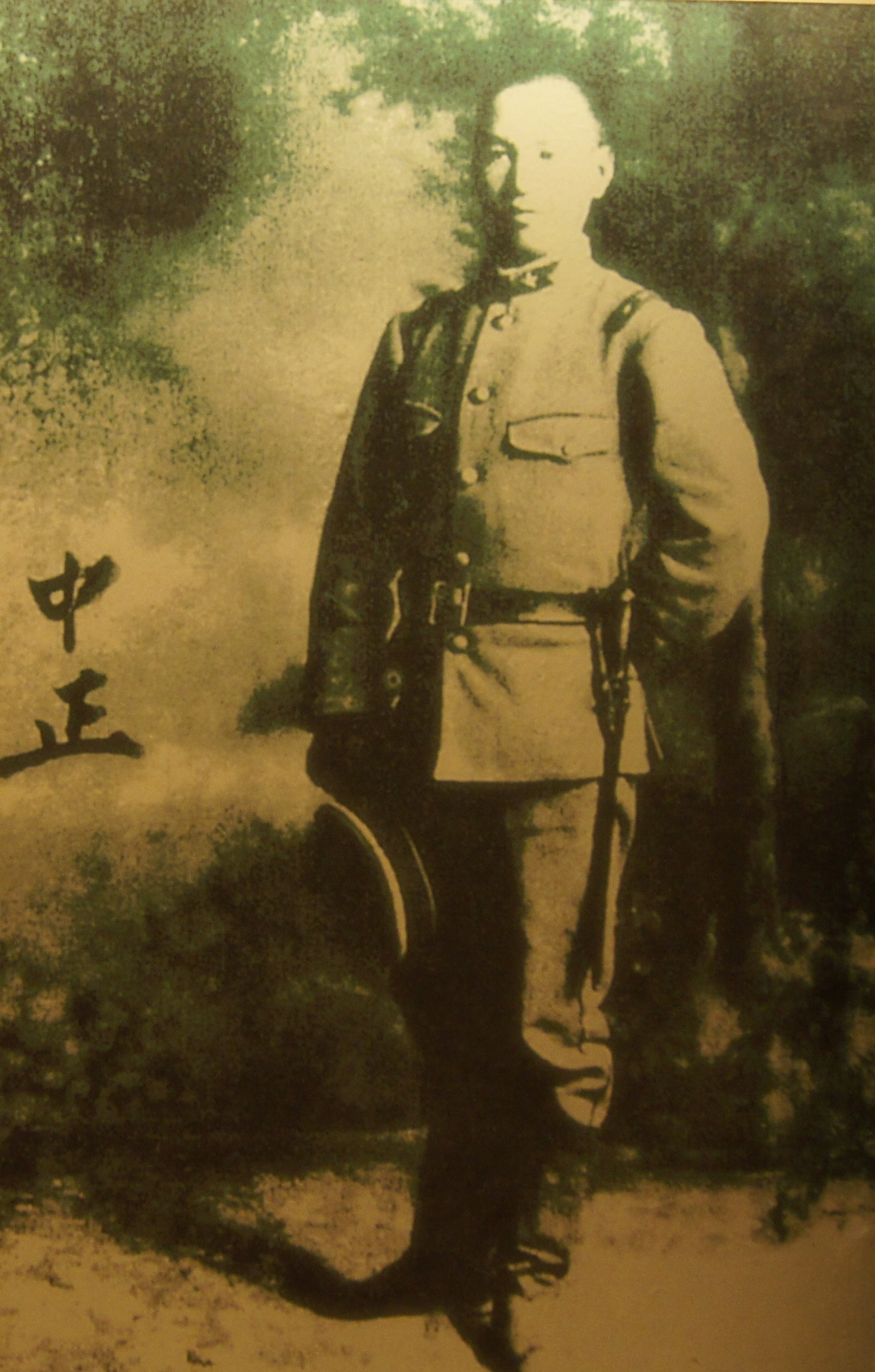
高田連隊時代
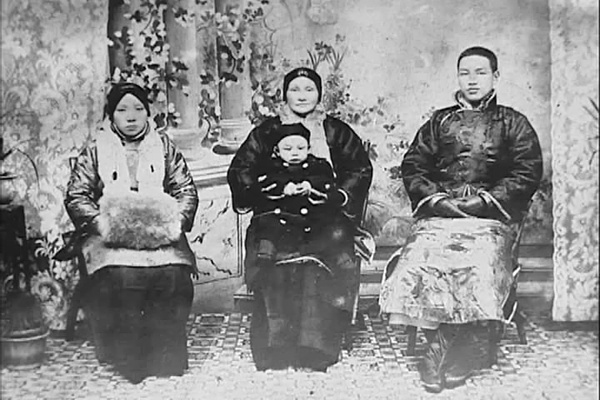
最初の妻毛福梅（左）、母・王采玉（中央）と 王采玉に抱き抱えられているのが蔣経国

同年冬に帰国し、改めて保定軍官学校に入学して軍事教育を受ける。そして翌1907年7月、再び日本へ渡り、東京振武学校に第11期生62名の一人として留学した。2年間の教育課程を修めたが、日本の陸軍士官学校には受からず入学せず日本陸軍に隊附士官候補生として勤務することとなり、1910年12月5日より新潟県中頸城郡高田町（現：上越市）の第13師団の歩兵、騎兵、砲兵各連隊に配属され実習を受けた。蔣介石が配属されたのは野砲兵第19連隊（長：飛松寛吾大佐）で、小隊長は小山田三郎大尉であった。このときに経験した日本軍の兵営生活について蔣介石は、中国にあっても軍事教育の根幹にならなければならないと後に述懐した。
1910年には蔣介石の人生に大きな影響を与えた二つの出来事があった。一つは3月に長男の蔣経国が誕生したことである。そしてもう一つは孫文との出会いである。6月、アメリカに渡っていた孫文は日本に移り、東京に入った。清国政府の要求で日本政府は孫文を2週間の猶予を与えて国外退去処分としたが、このとき蔣介石は東京に赴き、陳其美の門弟の立場で孫文との対面を果たしている。この対面で蔣介石は、自分も中国同盟会の一員で、革命には軍事面で貢献したいと孫文に表明したという。この対面当時の孫文の蔣介石に対する印象は、「まちがいなく革命の実行者にはなるだろう」というもので、「革命の指導者」としての資質があるなどとは考えていなかった。

### 辛亥革命
1911年夏、長期休暇を取ると上海に帰国して陳其美と秘密裏に情報交換や計画の企画立案を行う。10月頭に帰隊するが、それから間もない10月10日、辛亥革命が勃発する。陳其美より帰国要請を受けた蔣介石は張群、陳星枢とともに師団長の長岡外史中将に休暇帰国を申し出るが叶わず、飛松連隊長に48時間の休暇を申し出ると、そのまま上海航路の日華連絡船長崎丸で帰国して革命に参加する。10月30日に上海に着いた蔣は、その後陳其美と行動を共にする。陳は蔣に信頼を寄せており、杭州方面に駐在する新軍第二十一鎮第八十一標・第八十二標の蹶起支援のための漁民など義勇兵120名からなる決死隊に任じた。蔣介石は杭州制圧のために軍勢を率いて向かったが、これが初陣ということで死を覚悟し、このとき実家の母、妻、そして長男に宛てて遺書を書き残している。11月3日から攻略戦を開始し、第三営とともに撫台衙門を包囲、巡撫増韞を捕虜とした。翌日午後には杭州を陥落せしめ、浙江省の独立を宣言した。周承菼は立憲派であった咨議局議長の湯寿潜を都督に選出したが、蔣は王金発とともにこれに反対意見を表明。同じく蜂起に成功し上海都督に就任した陳其美は、革命勢力の内紛を抑えるため蔣を上海に引き戻し、滬軍第一師副師長兼第一団団長の役割を与えた。のち第一団は滬軍第二師（長：黄郛）第五団へと改編される。蔣は陳、黄郛の厚い信頼を得て、二人と義兄弟の契りを結ぶに至った。
11月22日から南京攻略戦が開始された。陳其美が陣頭指揮を執ったが、蔣介石は上海防衛を任されたため、攻略戦には参加していない。この頃の蔣介石は陳其美の護衛役を自負しており、陳の政敵である陶成章を暗殺するなどしている。
1912年1月1日、南京において中華民国の建国が宣言され、孫文が臨時大総統の地位に就いた。2月12日には宣統帝が退位し、清朝が崩壊した。同時に、孫文は臨時大総統の地位を北洋軍閥の袁世凱に譲るなど、政局は大きく転換した。この時期の蔣介石は目立った行動を取っていないが、同年3月から第5団の職を張群に任せると12月まで日本に赴き、東京の代々木山谷で発行所「軍声社」を設置、中国同盟会の会員や在日華僑向けの軍事雑誌「軍声」を発行した。また、蔣介石自らも記事を寄稿しているが、その中で「軍政統一問題」を取り上げていた。蔣介石は、軍事と政治を統一するにはそれにふさわしい指導者が必要で、その指導者を持つことができるか否かが各民族に課せられた課題であると説いた。

### 第二革命の失敗と日本への亡命
中華民国初の国会選挙を控えた1912年8月25日、孫文率いる中国同盟会を中心に各政治結社が合流して国民党が結成された。翌年3月、国民党は国会選挙に圧勝したが、独裁を志向する大総統・袁世凱は、3月20日、孫文に代わって国民党の実権を握り、議院内閣制を志向していた宋教仁を暗殺した。宋の暗殺により国民党での実権を掌握した孫文は、独裁を強める袁世凱に対抗して武装蜂起を試み、「第二革命」を起こした。中華民国の閣僚の地位にあった陳其美も上海に戻った。このとき蔣介石はすでに日本から帰国し奉化県渓口鎮に戻っていたが、5月には上海に赴き、陳其美の下で国民党員となっていた。「第二革命」が勃発すると、陳は上海に在って討袁軍総司令と称し、蔣介石率いる第五団に命じて蜂起を企てたが、上海市内は政府軍に押さえられており、蔣が説得に当たったものの、第五団の大勢が政府軍についたため、蜂起は失敗した。陳は地下に潜伏したが、蔣介石は日本に亡命した。そして、7月に勃発した「第二革命」自体も8月には失敗に終わり、孫文も日本へ亡命した。
孫文は日本を革命の根拠地とし、革命達成のための教育機関を設置した。このうち、日本人の退役将校の支援を受けた軍事専門家の養成機関「浩然廬」の教官に蔣介石が選ばれた。しかし、1913年12月1日に開校した浩然廬であったが、翌年6月、爆弾製造の授業中に爆破事故を起こしたために、日本の官憲によって解散処分となった。
1914年7月8日、孫文は議会政党であった国民党を解体し、東京において中華革命党を結成、その総理（党首）に就任した。この党は議会制を否定する「革命党」であるとともに、孫文に絶対的忠誠を尽くす集団としての性格を帯びていた。蔣介石の師である陳其美は党総務部長となって党の全ての実務を取り仕切り、孫文の右腕と目されるようになった。そして蔣は陳とともに入党して孫文に絶対の忠誠を誓った。まもなく、蔣介石は孫文に命じられて満州に向かい、現地の革命派軍人と交渉し、反袁世凱闘争と南方への軍事的進出を企てたが、これは情勢が許さず、不調に終わった。
7月28日に第一次世界大戦が起きると、蔣介石は中国から孫文に書簡を送り、大戦によって日本が東アジアで台頭し、それが結局袁世凱政権打倒につながるとの考えを示した。そして、大戦によって東三省のロシア軍がヨーロッパ戦線に出動することを見越して、東三省での革命工作に乗り出そうとしたがこれも不調に終わり、結局日本へ戻った。9月からは、孫文の命を受けて革命党員に対する宣伝活動に携わるようになった。孫文は革命党員を中国に送り出し革命工作に従事させていたが、蔣介石は彼らに具体的な指令を発する職務を担ったのである。

### 帰国と陳其美の死
孫文率いる中華革命党は、秘密裏に中国国内で軍事組織を編成していった。革命軍は四つの軍で編成され、陳其美が東南軍司令官に、居正が東北軍司令官に、胡漢民が西南軍司令官に、于右任が西北軍司令官にそれぞれ任命された。孫文は1914年10月、東京で袁世凱政府打倒の宣言を発した。これに呼応した陳其美は同月、上海での軍事活動に率先して役割を果たすように蔣介石へ連絡してきた。蔣は直ちに上海へ赴き、陳とともに反袁活動に従事した。11月10日には「第二革命」のときに反政府活動を弾圧した上海鎮守使の鄭汝成の暗殺に成功。しかし、翌年12月の挙兵には失敗して、フランス租界での潜伏を余儀なくされた。
蔣介石は上海で知り合った二番目の夫人である姚治誠とフランス租界で潜伏生活を送った。蔣は酒もたばこも嗜まないストイックな人物とされるが、この時期の蔣は地下活動にも似た厳しさから酒色に溺れることもあったという。母の王采玉、妻の毛福梅、長男の蔣経国は渓口鎮の実家におり、蔣経国は1916年に地元の武嶺学校に進学していたが、毛福梅は仏門に興味を持つようになっていった。また、この時期に蔣介石は、自身と行動をともにしていた軍人の戴季陶と日本人女性との間に生まれた男子を引き取り、蔣緯国と名づけ、姚治誠のもとで養育している。
1916年5月18日、陳其美はフランス租界の山田純三郎邸において、北洋軍閥の張宗昌が放った刺客によって暗殺された。蔣介石はすぐに山田邸に駆けつけ、遺体をなでながら、体を震わせて泣いた。そして、山田邸に掲げられていた陳其美の筆による「丈夫不怕死 怕在事不成（丈夫は死をおそれず、事の成らざるをおそる）」の言葉を何度も口ずさんだという。葬儀では、陳其美の遺志を継ぐという趣旨の追悼文を読み上げた。陳は生前、孫文に対して「蔣介石こそが自分の後継者である」と書簡を送っていた。保阪正康は陳の死によって孫文の蔣介石に対する見方が変わっていったとする。
陳其美が暗殺された1916年から、孫文に呼び出される1918年までの蔣介石の動向は、公式記録上では詳細ではない。しかし、この頃は上海にいて、陳其美が残したルートから青幇と交流を持ち、また証券取引所に出入りするなど、革命資金の調達に奔走していたとされる。

### 雌伏のとき
陳其美の死後まもない1916年6月6日、袁世凱が病没。北京政府では北洋軍閥内部の対立が発生し、各地で軍閥が割拠した。北京政府の実権を掌握したのは安徽派軍閥で国務総理（首相）に就任した段祺瑞であったが、段は中華民国臨時約法を破棄し、旧国会の回復に反対した。孫文は雲南・広西軍閥と提携し、段に反対する旧国会議員とともに広州に入り、1917年9月、広東軍政府を樹立して大元帥に就任した。かくして北京政府と広東軍政府の南北対立、いわゆる護法戦争が始まった。しかし、孫文は独自の軍事的基盤が脆弱で、広東軍政府は雲南・広西軍閥の唐継堯や陸栄廷らによって左右された。ことに軍政府の軍事総代表となった陸栄廷は地盤の広西に孫文の影響力が拡大するのを恐れ、孫文の追放を図るようになった。孫文は彼ら軍閥への対抗手段として、蔣介石を自分の膝下に招いたのである。
1918年3月2日、孫文からの電報を受け取った蔣介石は広東へと向かった。孫文は蔣を広東軍総参謀部作戦科主任に任命した。蔣は広東軍第一軍総司令の陳炯明と行動を共にし、孫文の軍事力を支えることとなった。その後、広東軍の一部部隊を率いて出陣し、北京政府軍と交戦した。5月、孫文は唐継堯や陸栄廷との対立に敗れ、上海に引退することになったが、上海への途上で孫文は蔣と面会した。このとき蔣は交戦中であったが、蔣が部下と共に前線で戦い、率先して野砲を撃ち、照準を合わせたところへ的確に命中させていくのを見て、孫文は蔣介石の軍事的才能を評価した。蔣介石は孫文が失脚したことを受けて7月に一度職を辞したが、陳炯明の度重なる招請によって、9月には復職した。参謀部勤務は1919年7月まで続いた。この間1918年9月から11月までは前線で北京政府軍との戦いを直接指揮したが、蔣介石の指揮や統率は広東軍にも北京政府軍にも注目された。ただし、「有能な参謀。作戦立案に優れ、兵を率いて先頭で戦う軍人」としての評価を得たものの、それほど全国に名を知られたわけでなかった。なお、1919年10月10日に中華革命党は中国国民党に改組しており、蔣介石もその党員になっている。
蔣介石は陳炯明の下で働き、将兵への教育を施した。しかし、孫文の思想を兵に語ろうとする蔣とそれを許さない陳との間で齟齬が生まれ、蔣は陳に不信感を抱くようになった。結局、蔣は陳の下を去り、上海に戻った。そして同じく上海にいた孫文の下に出入りをする一方、証券取引所で資金の調達に勤しむ生活へと戻ったのである。
1920年、上海に在った孫文は陳炯明に命じて権力奪還を図った。9月、陳炯明率いる広東軍は広州へ進攻した。しかし、雲南派、広西派の軍隊に苦戦し、予定よりも広州制圧が遅れた。そこで蔣介石が陳炯明の下に派遣された。蔣介石はすぐさま作戦を練り上げ、自ら陣頭指揮に当たった。10月26日、広東軍は広州を制圧。孫文は11月に広州へ帰還し、第二次広東軍政府を樹立して再び大元帥に就任した。蔣介石はしばらく陳炯明の下にいたが、陳が軍事戦略を独断で決めるようになり、さらには広東軍政府の他の部隊を軍事的に牽制するようになると、陳への不信感が増大し、ついには上海に去って孫文に陳に対する不信感を訴えると共に、実家の奉化県渓口鎮に戻った。この時期、胡漢民に書き送った手紙には、広東軍政府の政争に嫌気が差し、人類社会のためという大きな目標に向かって進みたいとの焦りが綴られている。
再び広東軍政府大元帥の地位に就いた孫文は北伐を目指すようになった。孫文は蔣介石に広東に来るように要請したが、蔣介石は断った。1921年1月、陳炯明は、孫文の意向に従い、全国統一を目指して進出していくので蔣介石に中央軍の司令官になってもらいたいという趣旨の手紙を蔣に送った。これを受け取った蔣は広東に赴き、孫文と面会して全国統一の方針を確認した。そして陳炯明らと作戦計画を討議したが、結局、陳には自己の基盤を固める意思しかないこと、他の幕僚が陳への対抗意識しかもっていないことがわかると、蔣介石は失望して再び渓口鎮に戻った。また、蔣介石の理解者である胡漢民も広東を去った。蔣介石は革命への情熱が先行するあまり、陳炯明を信頼するなど現実に対して正確な理解を持たない孫文に対して不満を持つようになった。3月には対日外交に頼る孫文の政策を批判し、国内の団結を勧める手紙を送ったが、孫文は蔣介石の諫言を受け入れなかった。
1921年5月、広東軍政府は改組されて「中華民国政府」と称し、孫文は非常大総統に就任した。このとき孫文は非常国会で北伐案が認められたことに興奮し、これを電報で上海にいた胡漢民や蔣介石に伝えた。胡漢民は上海から広東に向かったが、蔣介石は動かなかった。
6月14日、敬愛する母・王采玉が病没。苦労して自分を育ててくれた母に報いるために、蔣介石は渓口鎮での葬儀を盛大に行い、母を記念して生地に武嶺小学校を建設した。蔣介石は母を追悼する一文を遺しており、それには「哀れは母を喪うよりも哀れなるはない」とある。孫文からは王采玉を弔うとともに、すぐに広東に戻ってきてほしいとの書簡が送られてきた。また、胡漢民や汪兆銘など孫文閥の広東政府の要人からも手紙や電報で催促された。仕方なく蔣介石は広東に出向いてみたものの、広東政府内部の対立や陸軍部長兼内務部長に就任していた陳炯明の態度に怒りを覚え、ごく短期間で上海や渓口鎮に戻り、母の供養と称してそこから動くことは少なくなっていった。11月23日には母の本葬が執り行われ、その墓碑銘には孫文が揮毫し、胡漢民や汪兆銘も碑文を記した。
母の本葬から間もなく蔣介石は三番目の夫人を迎える。上海の実業家の娘、陳潔如である。上海で蔣介石と暮らしていた姚治誠とは慰謝料を払って離縁となった。12月5日に結婚式を挙げた蔣介石は、その後は孫文に忠実に従い、その北伐計画に積極的に携わるようになる。

### 孫文と共に
1922年に入ると孫文はますます北伐断行にはやるようになった。前年11月には桂林に大本営が設置されており、蔣介石も大本営に入るように要請を受けていた。1月18日、蔣介石は結婚まもない陳潔如を連れ、孫文と共に桂林に入った。すぐさま大本営で作戦会議が開かれ、蔣は湖北攻撃を主張した。これに対して胡漢民や許崇智、李烈鈞などは江西を攻めるように主張し、論戦となった。蔣は強引に自説を押し通そうとした。結果、まず湖北を攻め、次に江西に進撃する妥協策が成立した。しかし、孫文が2月3日に出した北伐軍動員令では、李烈鈞が江西を、許崇智が湖南を攻めることになった。
だが、この北伐は実施されることなく終わった。陸軍部長の陳炯明が兵站や補給を妨害したためである。陳炯明は聯省自治主義者であった。すなわち陳は孫文と異なり、省自治を前提とした、各省の横の連合による地域統合型の国家建設を目指していたのである。陳は武力統一を目指す孫文と激しく対立した。
蔣介石はあらためて大本営で開かれた作戦会議で、北伐軍を広東に戻し、体勢を立て直してから江西に攻め入るべきだと主張した。この提案は受け入れられ、さらに蔣介石は北伐軍と陳炯明が衝突しないように調整に当たることとなった。4月12日に蔣介石が軍を率いて広東に入ると、陳炯明は孫文に辞表を提出し、配下の部隊を率いて逃亡した。孫文は陳炯明を軍職からは解任したものの内務部長の職には留めた。この措置に反発した蔣介石は、またしても孫文に辞表を出し、そして陳炯明に「孫文の意向に従い、北伐軍を指揮せよ」との警告を発して上海へ戻った。
孫文はその後も北伐を準備したが、それに反対する陳炯明との対立も先鋭化していった。そこで孫文は、上海にいた蔣介石に来援を求める電報を送っている。しかし北伐軍が広東を出発すると、陳炯明は6月16日にクーデターを起こし、広州の総統府を砲撃した。孫文は側近たちと共に軍艦「楚豫」に逃亡、六十数日にわたって陸上の陳炯明軍と交戦した。蔣介石は6月29日、孫文救援のために楚豫へ駆けつけ、48日間共に戦った。ここで蔣は孫文の厚い信頼を得ることに成功した。だが戦況は不利で、蔣介石は孫文に香港への逃亡を進言、孫文と蔣はイギリスの軍艦に移って香港に向かい、そこから上海へ移った。
蔣介石は再び上海で無為の生活を送ることになった。ここでの生活では陳炯明の裏切りを非難する手紙を孫文の側近に送るか、証券取引所に出入りして投機に熱中するかであった。こういった生活は1923年3月まで続いた。
広東政府を乗っ取った陳炯明は、北伐軍を率いていた許崇智など孫文傘下の軍に追い詰められていった。孫文は蔣介石を東路討賊軍参謀長に任命し、福建に派遣して軍を監理させようとした。しかし蔣は福建の司令部で許崇智と衝突してしまい、またもや上海へ帰った。このとき孫文は蔣介石の必ず他人と衝突する性格を案じる手紙を送り、蔣介石に役割を果たすように説いた。そこで蔣は再び福建に戻った。しかし、すでに雲南・広西の討賊軍が陳炯明を追い詰めいており、蔣が大きな役割を果たすことは少なかった。結局、陳炯明は敗れて恵州に退き、12月15日に討賊軍が広州に入城。1923年3月、孫文が陸海軍大元帥に就任して第三次広東軍政府が成立した。新政府において、蔣介石は大元帥府大本営参謀長に任命された。
参謀長に就任した蔣介石は、陳炯明の残党や直隷派の呉佩孚との戦いを指揮した。これらの戦いは、広東政府の財政難によって軍備の拡充が進んでいないこともあり、苦しいものであった。しかし蔣の軍事的能力は、孫文だけでなく後に蔣と対立することになる汪兆銘や胡漢民らにも高く評価された。

### ソ連訪問と黄埔軍官学校校長就任
陳炯明によって政権を追われていた孫文は、1923年1月、ソビエト連邦の代表として中国を訪問していたアドリフ・ヨッフェと上海で会談し、「孫文＝ヨッフェ宣言」を発表した。これは、中国における共産主義の可能性を排除しながらもソ連と提携し、連ソ・容共に基づく中国国民党と中国共産党の「合作」（国共合作）を正式に宣言するものであった。その後、第三次広東軍政府を組織した孫文は、ソ連とのさらなる連携を求めて同年8月、ソ連に「孫逸仙博士代表団」を送った。中国に社会主義的思潮が勃興した1919年以降、ロシア語を学び、『共産党宣言』や『マルクス学説概要』などを読んでいた蔣介石は孫文の連ソ方針に賛同しており、「赤い将軍」「中国のトロツキー」とまで呼ばれており、この代表団の一員としてソ連に渡ってソ連赤軍の軍制を視察することになった。
モスクワではレフ・トロツキーから赤軍の組織原理を学び、ソ連の軍隊における軍事と思想教育の分離に関心を持ったという。このソ連訪問は蔣介石にとって軍事面や政党の組織作りといった面では大いに参考となるものであったが、一方ではソ連への不信感を抱かせるものであった。11月25日のコミンテルンの席上、蔣が国民党を代表して行った演説に対して公然と批判された。この演説で蔣は孫文の三民主義を語り中国革命の意義を説いたのだが、ソ連では孫文と三民主義に対する評価は決して高いものではなかったのである。これに衝撃を受けた蔣はソ連への不信と共産党に対する警戒感を強くして中国に帰国していった。蔣が帰国したとき、国民党の改組が進んでおり、中国共産党員が国民党の中央執行委員に加わっていたり、コミンテルンの代表であるミハイル・ボロディンが国民党の最高顧問となっていたりしていた。これに怒った蔣はまたもや渓口鎮に引きこもった。汪兆銘や廖仲愷、そして孫文からは広東に戻って視察報告をせよと何度も督促されたが、蔣は結局1923年の年末から翌年の正月にかけて故郷で過ごした。
1924年1月、広州において中国国民党第1回全国代表大会（党大会）が開催された。この党大会では国民政府の樹立が目標とされるとともに、その手段として「連ソ・容共・扶助工農」があらためて打ち出され、ソ連共産党の組織原理に基づいて、組織の改組が正式に実行された。党内には委員会制と民主集中制が導入され、中央執行委員会が最高意思決定機関として設置された。孫文が国民党総理として、存命中は自動的に中央執行委員会の長となることが保障されたが、その他の委員は選挙で選ばれることになった。この第1期党中央執行委員会には国共合作によって共産党員も選出されており、後に中国共産党中央委員会主席・中華人民共和国主席となり、蔣介石の終生のライバルとなる毛沢東も共産党籍を持ったまま国民党中央執行委員候補に選ばれている。一方、蔣介石は党大会に出席したものの、中央執行委員には選出されなかった。しかし、この党大会で国民党による政治指導を受けた革命軍すなわち国民党の党軍の組織と、その将校の教育機関である軍官学校の設立が決議され、蔣介石が軍官学校設立準備委員会委員長および陸軍軍官学校校長兼広東軍総司令部参謀長に任命された。
蔣介石はさっそく軍官学校の設立準備に取り掛かったが、設立資金の不足と党内事情に対する不満から二週間ほどで辞表を出し、廖仲愷に軍官学校の設立事業を託してまたもや上海に戻った。孫文もさすがに怒ったが再三にわたり蔣に復帰を要請し、蔣も結局これを受け入れた。この繰り返される辞職騒動は、蔣介石の「人的関係についての異常な鋭敏さ、事物に対する極端な好悪」、「すべてが軍隊のように、きちんとしていなければ承知できなかった」性格が大きく影響しているものとみられる。

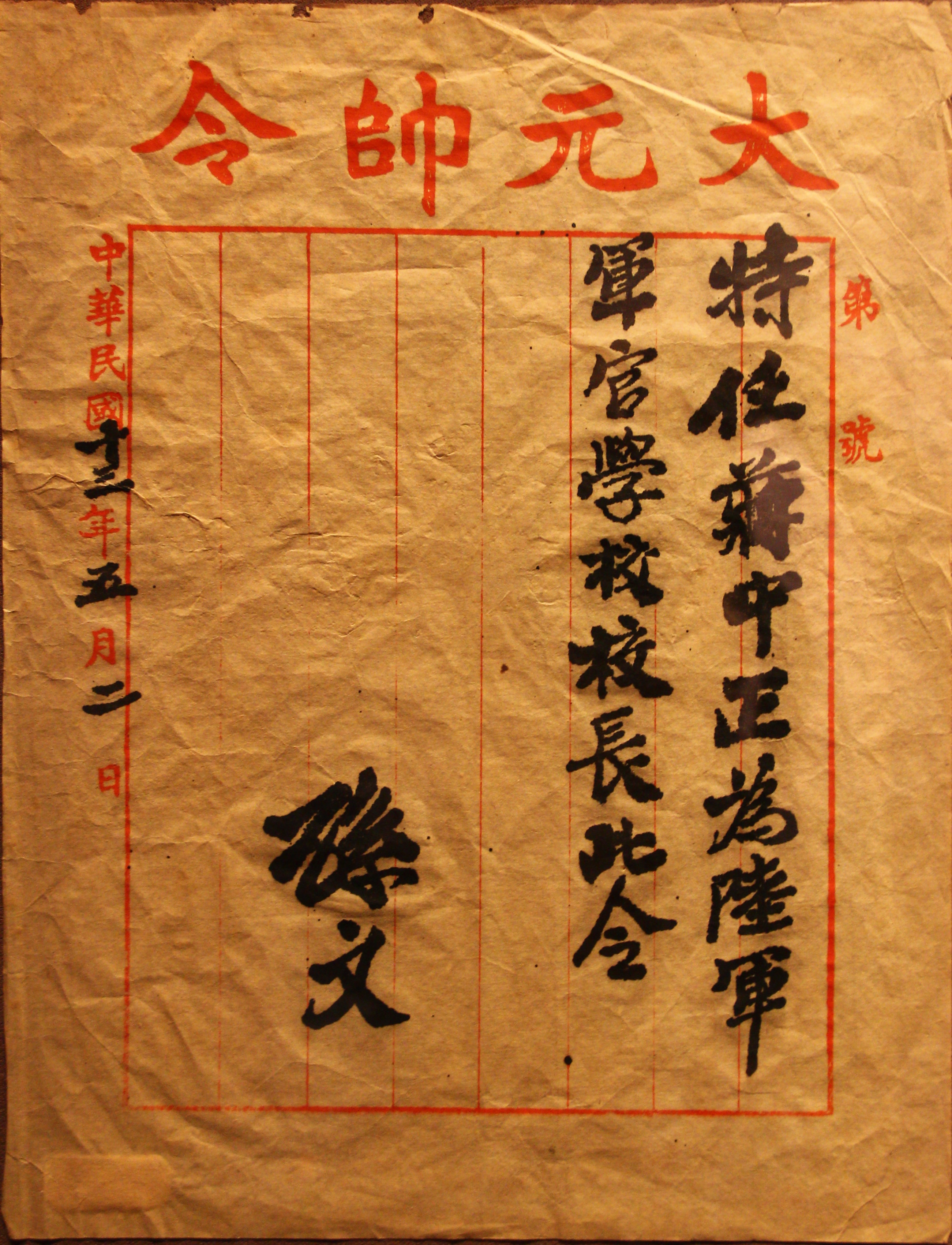
孫文による蔣への黄埔軍官学校校長任命状
黄埔軍官学校入学式後の国民党要人の記念撮影。 中央の椅子に腰掛ける人物が孫文、その後に蔣介石。蔣と並ぶのは教官の何応欽（左）と王柏齢（右）。
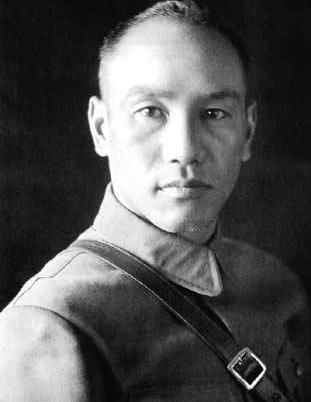
黄埔軍官学校校長時代

紆余曲折はあったものの、1924年5月3日、蔣介石は広州に設立された黄埔軍官学校の校長に就任し、6月10日に入学式を迎えた。蔣介石は新入生に対して三民主義に命をかける幹部の養成、軍の規律を説く講話を行った。黄埔軍官学校では、組織や訓練面ではソ連式が採用されたが、日常的な軍隊生活の規律は蔣介石の東京振武学校や新潟での日本陸軍第13師団での体験が基礎となっていた。また、清朝末期の改革派大官で蔣介石が尊敬する曽国藩が説いた儒学的人生訓・処世訓も教育に反映されていた。蔣介石は将校の教育に熱心に取り組む一方で兵士の養成にも力を注いだ。特に自分の出身地である浙江省を中心に兵士を募集していった。黄埔軍官学校で学んだ将校や兵士たちは後の北伐軍、中華民国軍の中核をなしていく。科挙時代の中国では自分が合格した試験の監督を生涯にわたって師匠と仰ぐ習慣があったが、黄埔軍官学校の卒業生もまた校長である蔣介石を特別な存在として仰いだ。彼らとの師弟関係は、この後蔣介石にとって大きな政治的資源となっていくのである。
黄埔軍官学校はソ連の支援の下につくられたため、共産党員も教官となった。後に西安事件で監禁された蔣介石を説得して第二次国共合作を成立させ、中華人民共和国の建国後に国務院総理（首相）となった周恩来が政治部副主任（後、主任に昇格）に、中華人民共和国元帥となった葉剣英が教授部副主任に任命された。黄埔軍官学校、正式名称を中国国民党陸軍軍官学校というこの士官学校では、国民党総理の孫文が唱える三民主義と同時にマルクス主義も教えられていたのである。この頃国民党内部では、共産党との合作を第一義に考える左派と共産党との対立姿勢を隠さない右派に分かれて対立が生じ始めていた。左派の代表格は汪兆銘であったが、右派の領袖として蔣介石が擬せられるようになっていった。黄埔軍官学校の校長として蔣介石は共産党員の教官とともに軍人の養成に当たらねばならない立場にあったが、黄埔軍官学校内部でも国民党と共産党の対立が芽生えていく。
1924年8月から10月にかけて商団事件が勃発した。これは孫文の広東政府が「赤化」したとして危機感を覚えたイギリスなどが、広東にあるイギリス系銀行の代表者である陳廉伯に働きかけ、商人団に武装させて広東政府の転覆を図ったものである。陳炯明の残党と手を結んだ商人団が武装蜂起するや、孫文は蔣介石に鎮圧を命じた。蔣介石は黄埔軍官学校の学生を中核とする国民党軍を直接率いて事件を鎮圧した。
商団事件の最中の9月、北京では第二次奉直戦争が発生し、これを契機と捉えた孫文は「北伐宣言」を発した。ところが、商団事件により出陣準備に手間取っていたため、第二次奉直戦争は収束した。しかし、北京政府の実権を握った馮玉祥や張作霖から善後策を協議したいとの招請を受け、孫文は北上することになった。孫文はこの時、商人団の反乱など広東でのクーデターを危惧する側近に対し、「大丈夫だ。広東には腹心の蔣介石がいるから」と語ったという。11月12日に広東を船で出発した孫文は、北京への途上黄埔軍官学校を訪れ、蔣介石と面会した。孫文は蔣介石が短期間に黄埔軍官学校を充実させ、軍の育成が進んでいることを高く評価した。その上で今回の北上では広東に戻れないことを覚悟しているとも語った。蔣介石が「何故そのように弱気になっているのですか」と訝り尋ねると、孫文は「私の説いた三民主義は、この学校の学生たちに実行してもらいたい。私は死に場所を得ればそれでいい。黄埔軍官学校の教育を見て、彼らにこそ私の命を継いでもらいたいと思った」と語ったという。孫文はこの後、香港・上海へと渡り、日本を経由して北京に入った。このときが蔣介石と孫文の今生の別れとなった。

### 権力の掌握
1925年に入ると、陳炯明軍が勢力を挽回して軍事行動を活発化させるようになり、蔣介石はこれに対峙することになった。2月、陳炯明軍が広東に侵攻すると、蔣介石は国民党軍に出動命令を出し、北路・中路・南路の三軍に分かれて陳炯明軍の本拠地である東江に攻撃を開始した。いわゆる第一次東征である。東征軍は陳炯明軍を撃破していったが、なかでも黄埔軍官学校の出身者が中核を占める南路軍の活躍は目覚しく、黄埔軍官学校総教官の何応欽率いる第一教導団、教授部主任の王柏齢率いる第二教導団は、陳炯明軍を追い詰めていった。3月7日には広東省の大部分を制圧することに成功、陳炯明は香港へ逃亡した。この第一次東征で黄埔軍官学校の学生部隊が活躍したことに感銘した蔣介石は、北京に滞在している孫文の体調悪化を知らせてきた胡漢民に対して、学生たちの精神力を評価し、自己の教育の成果に喜ぶ内容の電報を送っている。しかし、その喜びも束の間、1925年3月12日、孫文は北京において病没した。蔣介石が孫文死去の知らせを受け取ったのは3月21日、軍を率いて駐屯していた広東省興寧においてであった。蔣介石はすぐさま学生部隊を招集し、涙ながらに「三民主義による中国統一という孫大元帥の遺志を達成するのが我々に課せられた使命である」と訓示した。
孫文は生前の1924年4月に「国民政府建国大綱」を発表し、三民主義と五権憲法（国家権力を立法・行政・司法・監察・人事の五権に分立）に基づく中華民国の建設を軍政・訓政・憲政の三段階に分けて遂行する方針を示していた。これに基づき、1925年7月、国民党は孫文亡き後の軍政府を解体し、国民党中央執行委員会が指導する中華民国国民政府（政権所在地から「広州国民政府」と呼ばれる）を成立させた。国民政府は16人の委員からなる合議制で、政府主席兼軍事委員会主席には辛亥革命以前からの孫文の同志で国民党左派の領袖の汪兆銘が就任し、同じく孫文の側近であった胡漢民が外交部長、廖仲愷が財政部長の要職を占め、集団指導体制をとることになった。蔣介石は国民政府軍事委員会の委員に選出されたが、国民政府の最高指導部である常務委員会に列するほどの地位にはなかった。同年8月、黄埔軍官学校の出身者を基盤とする国民党軍は拡大・再編され、国民革命軍が編制された。編制当初、国民革命軍は五つの軍団で構成され、蔣介石は第一軍司令官に任命された。
8月20日、容共左派の重鎮で孫文の有力後継者とも目されていた廖仲愷が暗殺された。国民党は事件の糾明のため、汪兆銘、許崇智、そして蔣介石を構成員とする調査委員会を組織した。刺客は逮捕されており、事件の糾明は容易であった。事件の背景として国民党の左傾化を嫌う勢力による左派勢力の粛清計画が浮かび上がったが、問題はその計画に胡漢民の従兄が関わっていたことであった。胡漢民自身がその計画に関与していたかどうかは不明だが、反共右派の代表者である胡には首謀者の嫌疑がかけられ、その政治的立場は極めて危ういものとなった。蔣介石は、長年の同志であった胡漢民を拘束したうえで、胡にソ連への出国を勧めた。かくして胡漢民はソ連へと去り、失脚した。この事件の余波はさらに続く。蔣介石は、軍事部長兼広東省長の許崇智に対して事件の責任をとるように要求、許は失脚を余儀なくされた。
左派の重鎮である廖仲愷は命を落とし、右派の代表である胡漢民、兵権を握る許崇智が政治の表舞台から姿を消した結果、蔣介石は台頭していく。10月、蔣介石は第二次東征を行って陳炯明の本拠地である恵州を陥落せしめ、広東省内に残る陳炯明軍の勢力を一掃し、広東の軍事的統一を実現した。この結果、軍事的功績を挙げた蔣介石の発言力は強まり、国民党・国民政府内に確固たる地位を確保することになった。この時期、国民党・国民政府内では左派と右派の政治闘争が続いていたが、連ソ容共に積極的な汪兆銘と、軍事的功績を挙げ右派の領袖として台頭してきた蔣介石が二大巨頭として存在し、これをボロディンらソ連の顧問団が支えるという体制となった。翌1926年1月、第2回党大会が開かれ、黄埔軍官学校での教育で左派にも人脈を広げていた蔣介石は、国民政府主席の汪兆銘に次ぐ得票数で党中央執行委員会常務委員に選出され、党内序列2位となった。2月1日には国民革命軍総監に就任した。
国民党内で確固たる地位を築きつつあった蔣介石は、孫文の遺志を継ぐべく早期に北伐を開始したいと考えていた。しかしながら、ソ連の軍事顧問団は時期尚早として反対した。さらにソ連は広東国民政府だけでなく北京政府の馮玉祥への援助も並行して行っていた。また、中国共産党も労働者や農民政策の実施の不充分を理由に北伐は時期尚早だと反対した。蔣介石はソ連の援助の必要性を痛感しており、ソ連との提携を排除したわけではなく（後の北伐も軍事顧問の一人ヴァシーリー・ブリュヘルが担当する）、ソ連や中国共産党の動きをみて、蔣介石は不信感を募らせていった。ことに国共合作による中国共産党の勢力拡大は蔣介石にとって看過できるものではなかった。

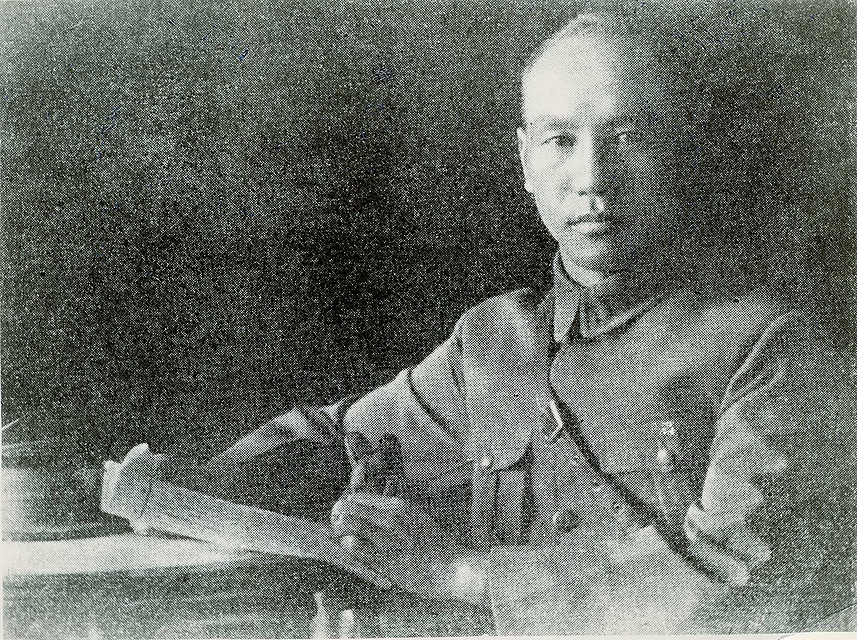
権力を掌握した頃の蔣介石（1926年）

このような状況下で、1926年3月、中山艦事件が発生した。事件の概要は、共産党員が艦長を務める国民革命軍の砲艦「中山」が、軍総監の蔣介石の許可なく広州から軍官学校のある黄埔へ航行したため、蔣介石は「中山」の艦長を逮捕し、広州市内に戒厳令を布告して、ソ連の軍事顧問団の公邸や共産党が指導する広州の省港ストライキ委員会を包囲し、労働者糾察隊の武器を没収したというのものである。事件の真相は不明だが、蔣介石はこの事件を利用して共産党やソ連の軍事顧問団を牽制した。党内の支持基盤が弱くソ連の代表団や共産党に支えられて政権を維持してきた汪兆銘は、自己の権力基盤が揺らいだことに動揺し、3月21日、病気療養を名目にフランスに出国して事実上失脚となった。こうして蔣介石は国民党の権力を掌握することに成功したのである。
国民党・国民政府における主導権を掌握した蔣介石は、さらに最高権力者としての地位を固めていく。4月16日、中国国民党中央執行委員・国民政府委員連席会議において、蔣介石は国民政府軍事委員会主席に選出された。5月に開催された第2期中国国民党中央執行委員会第2回全体会議（第2期2中全会）では、蔣は党中央組織部長に就任した。蔣はこの会議で「党務整理案」を通過させ、中国共産党員を中国国民党の訓令に絶対服従させることとし、国民党中央部長職から共産党員を排除した。さらに7月6日の臨時党大会において、蔣介石は中国国民党の最高職である党中央執行委員会常務委員会主席に就任した。党と軍の最高職を得た蔣介石は、孫文の後継者としての地位を確実なものとしたのである。

### 北伐敢行、中国統一

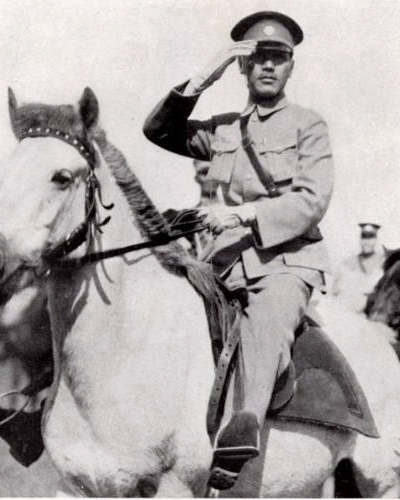
国民革命軍を率いる蔣介石（1926年）
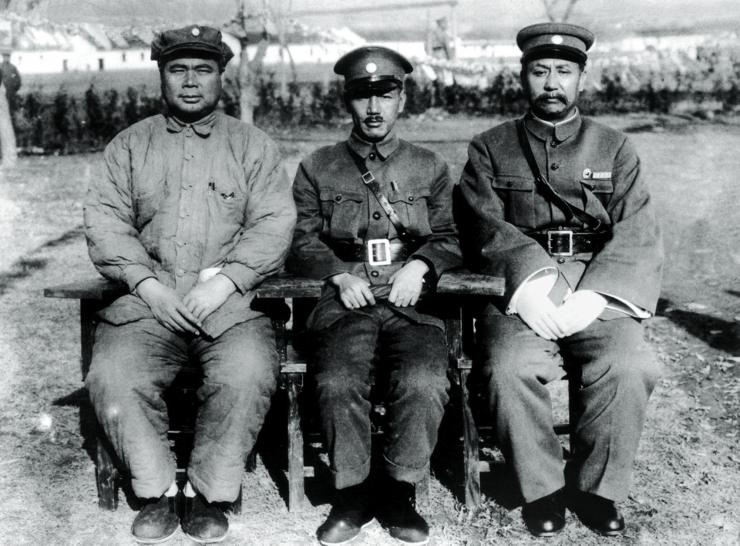
馮玉祥（左）、閻錫山（右）と（1929年）

#### 北伐の開始
革命拠点である広東から北伐革命軍を組織して北上し、その過程で地方割拠の軍閥勢力を駆逐しながら最終的には北京政府を打倒して中国を統一し、南京に国民党政権を樹立する。これが孫文の追い求めた夢であった。孫文の後継者を自負する蔣介石は、孫文の遺志を果たすべく北伐に乗り出す。
北京政府直隷派の呉佩孚が湖南省に進出を図ると、1926年5月、蔣介石は北伐先遣隊を湖南省に派遣し、呉佩孚と対峙していた省長代理の唐生智を支援した。唐生智軍と連携した北伐先遣隊は湖南省に橋頭堡を確保した。唐生智は国民政府に帰順し、その軍は国民革命軍に編入された。
6月5日、蔣介石は国民革命軍総司令に就任する。そして7月1日、北伐宣言および国民革命軍動員令を発した。北伐に参加する国民革命軍は全8軍25師団で編制され、総兵力は約10万であった。国民革命軍の中核は黄埔軍官学校出身の将校・兵士であったが、黄埔軍官学校での教育で精鋭部隊を拡充するのは短期間では限界があり、蔣介石直系の第一軍以外の軍団は、政治工作によって国民政府に帰順した雲南や広西の李宗仁（第七軍）、湖南の唐生智（第八軍）などの西南軍閥諸軍を吸収・改編したものであった。国民革命軍は北伐開始にあたり、非国民党系の部隊を多く抱かざるを得ず、蔣介石は総司令として各軍の統率に手腕が問われることになる。7月9日、北伐誓師の儀式を挙行し、北伐敢行を誓った。このとき蔣介石は居並ぶ将兵に対し、「今や北洋軍閥と帝国主義者が我々を包囲している。国民革命の精神を集中し、総理の遺志を完成せんときである」「我が将士よ！諸君は同徳同心、恥辱を忘れてはならぬ。辛苦を厭うな、死を惜しむな、生を偸むな、壮烈なる死は偸生よりもはるかに光栄である。この国家と人民を守るのは実に我が将士である」、と演説し鼓舞した。かくして蔣介石率いる国民革命軍は北伐に出陣した。
国民革命軍は湖南の呉佩孚、江西の孫伝芳の軍勢を各個撃破し、破竹の勢いを見せた。湖南・湖北戦線では、北伐軍は7月11日に湖南省の省都長沙を支配下に置き、8月には湖南省全域を制圧した。さらに湖北省に進出し、辛亥革命記念日である10月10日には革命の勃発地である武漢を占領した。これにより湖南・湖北における呉佩孚の勢力は壊滅し、呉は河南に退いた。かくして湖南・湖北の地は国民革命軍の支配するところとなった。続く主戦地となった江西では、蔣介石自ら作戦指揮を執った。蔣介石は、総司令としての威信と精鋭部隊を養成してきた自負にかけて、この戦いに敗れるわけにはいかなかった。省都南昌の攻防戦では孫伝芳軍に苦戦を強いられ、1万人以上の死傷者を出したものの、蔣介石直系の第一軍と李宗仁率いる第七軍の奮戦により11月7日には南昌を占領、江西省から孫伝芳の勢力は一掃され、かの地もまた国民革命軍の支配に置かれた。蔣介石は南昌に総司令部を置き、さらに攻勢に出る。12月には福建省も国民革命軍の支配下に入った。北方では馮玉祥が国民革命軍への帰順を表明し、11月下旬には陝西省を支配下に置いた。
北伐軍の快進撃は、国民革命軍を「我が軍」と呼ぶ民衆の支持なくしてはあり得なかった。一つの地域が解放されると、農民・労働者・学生たちが沿道で国民党の党旗である「青天白日旗」を打ち振った。蔣介石は南昌に総司令部を構えると「各省人民に決起を促す」という声明を発表し、北伐軍への支持と協力を訴えたが、国民革命軍の支配下に入った湖南・湖北では、広東で養成されていた農民運動家を中心に農民協会が結成され、農民の武装化を進め、北伐の側面支援だけでなく、地主・土豪との激しい対立を繰り広げるようになった。農民協会の会員は国民革命軍の北上に呼応する形で激増し、1926年末には湖南省だけで約160万人に増加した。これは国民革命軍にとって大きな援軍となった。他方、上海など都市部の自治運動も国民党の政治工作により反軍閥色を強めていき、北伐軍を支援した。
国民革命軍の快進撃によって蔣介石の威信は高まるばかりであった。

#### 左派との対決
武漢占領を受けて広州の国民党中央は国民政府と党中央の武漢移転を決定し、1927年1月1日、国民政府は武漢に遷都した（武漢国民政府）。国民党右派の要人は蔣介石とともに北伐に参加し、南昌の総司令部に滞在していたため、武漢国民政府の要職の多くは左派勢力で占められた。蔣介石の権勢拡大に危機感を覚えた左派の陳友仁（国民政府外交部長）、徐謙（国民政府司法部長）、孫科（孫文の長男で国民政府交通部長）らは、ボロディンと結び、蔣介石から権力を剥奪しようとする。武漢遷都直前の前年12月、先んじて武漢に入った彼らは、国民党中央と国民政府の臨時連席会議を組織して今後この会議が最高職権を行使することを宣言した。そして、1月3日、臨時連席会議は3月に国民党第2期3中全会を武漢で開催することを決議した。この3中全会の決議で蔣介石の権限を縛ろうというのが左派の計画であった。さらに左派は領袖の汪兆銘をフランスから呼び戻して権力を強化しようとする。汪を国民政府主席に復職させて蔣介石を牽制しようというのである。
蔣介石は南昌の総司令部で軍事作戦を指揮し、武漢の国民政府に合流しようとはしなかった。蔣からすれば武漢国民政府は共産党に乗っ取られた政権に見えたのである。蔣介石は党の規約にない武漢の臨時連席会議の正統性は認められないとし、南昌にとどまっていた党中央執行委員たちと党中央政治会議を招集、党中央と政府は暫時南昌に留め置くこと、第2期3中全会は南昌で開催することを決定した。中国国民党中央委員会執行委員会主席・国民政府軍事委員会主席・国民革命軍総司令である蔣介石が総司令部を構える南昌には、国民政府主席代理の譚延闓、国民党中央執行委員会常務委員会主席代理の張静江がいて、南昌の党中央政治会議は組織的正統性を有していた。しかし、武漢側の工作により南昌の党中央執行委員の多くは武漢に赴いたため、南昌側の正統性は揺らぎ、武漢側が優位となった。北伐の軍事作戦中ということもあり、武漢側との決裂を避けたい蔣介石は、武漢訪問や汪兆銘の復職に賛同するなど妥協を図った。しかしながら蔣介石は軍権を握っており、江西や広東など共産党・左派の影響が強い地方の党部を自派へ転換していくなど、左派との対決に備えていった。
結局、第2期3中全会は3月に武漢で開催され、党中央執行委員会常務委員会主席職の廃止と国民革命軍総司令の権限縮小、集団指導体制の確立などが決議された。これにより蔣介石の権限は掣肘を加えられることになった。さらに3中全会では党・政府の要職に国民党左派や共産党員が就くことが決議され、労工部長や農政部長など、労働問題や土地問題といった共産党が重視する問題を扱う閣僚には共産党員が就任することになった。共産党員の閣僚就任はこれが初めてのことであった。そして、汪兆銘の国民政府主席復職と、党中央執行委員会常務委員会の首席委員・党中央組織部長就任も決定された。
こうしたなか、北伐軍は3月22日に上海、24日に南京に入城した。4月12日、蔣介石は何千に及ぶ共産主義者の容疑を持つ者たちへの迅速な攻撃を開始（上海クーデター）。彼は胡漢民を含む保守の同志の支持を受けて国民政府を南京に設立した。国民党から共産主義者は排除、ソビエトからの顧問は追放され、このことが国共内戦開始につながる。汪兆銘の国民政府（武漢政府）は大衆に支持されず、軍事的にも弱体であり、まもなく蔣介石と地元広西の軍閥・李宗仁に取って代わられ、結局汪兆銘と彼の左派グループは蔣介石に帰順し、南京政府に参加した。

#### 北伐の完遂
蔣介石は国民革命軍を四つの集団軍に再編し、北伐を再開した。北伐軍は1928年6月8日、北京に入城し、北京政府打倒という孫文の遺志を果たした。北京（のちに北平へ改称）に到達すると蔣介石は孫文の遺体に敬意を表し、首都南京に運ばせ、壮大な霊廟（中山陵）で祭った。そして12月には満州軍閥・張学良が蔣介石政府支持を表明（易幟）し、中国の再統一は成った。
蔣介石は、孫文の後継者としての彼自身の立場を確立するために演出を行った。1927年12月1日、蔣介石は浙江財閥の宋嘉澍（宋耀如、チャーリー宋）の娘で宋子文の妹 宋美齢（孫文の妻である宋慶齢の妹）と上海で結婚し、孫文の義理の兄弟となった。蔣介石は以前にも宋慶齢に求婚したが即座に断られている。

### 日中戦争

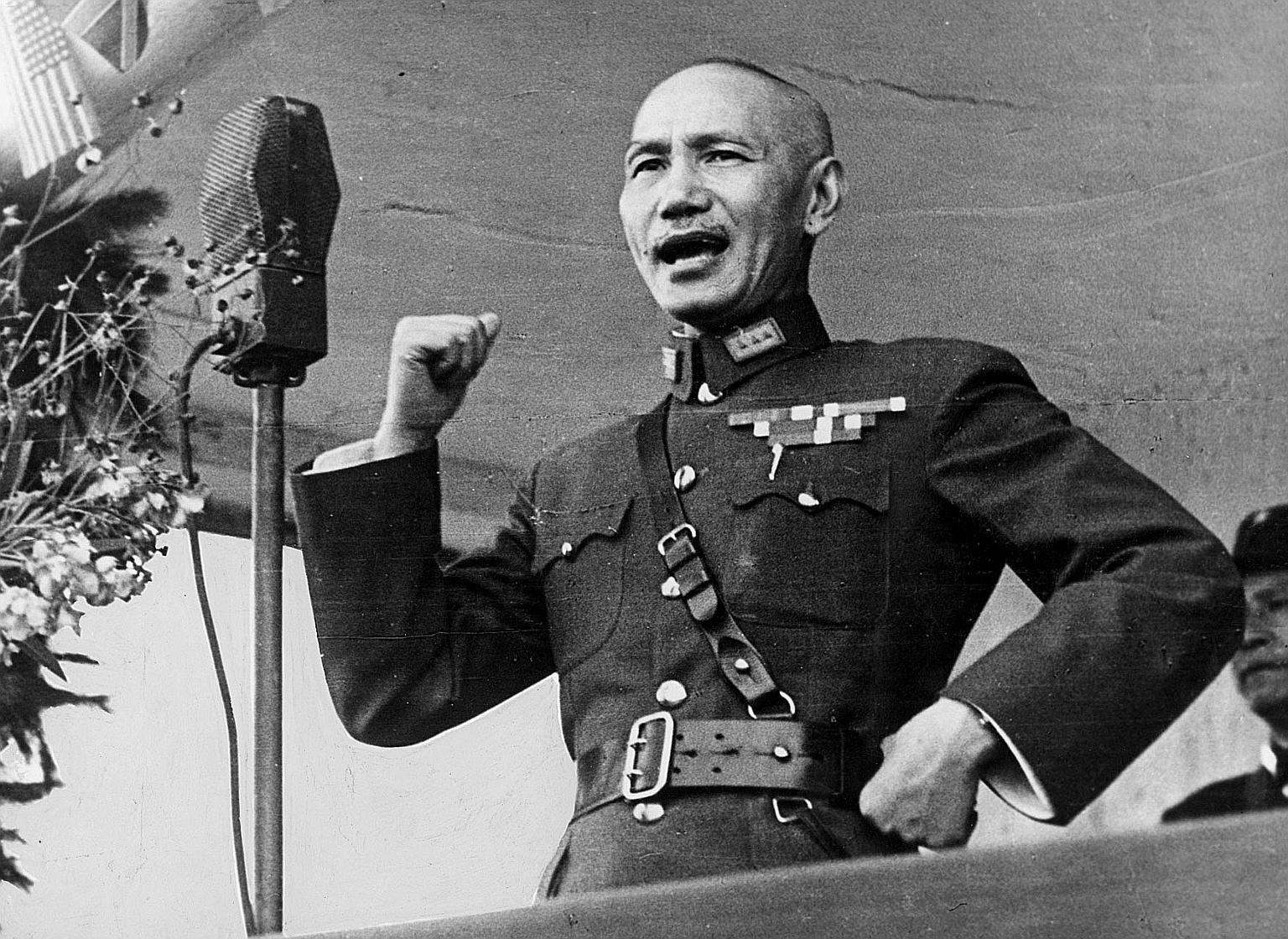
「最後の関頭」演説をする蔣（1937年）
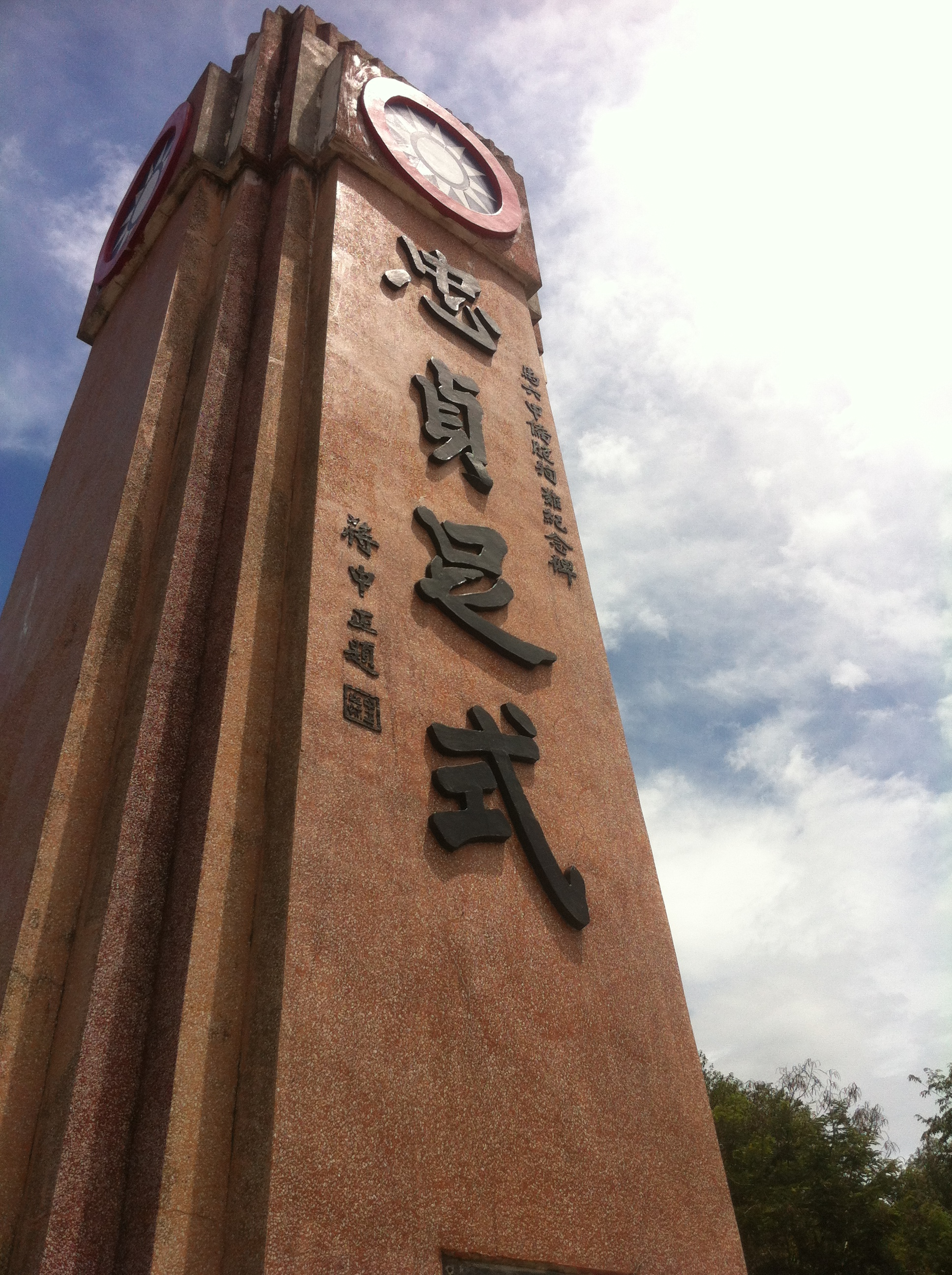
忠貞足式に親身筆迹めた蔣介石抗日紀念碑
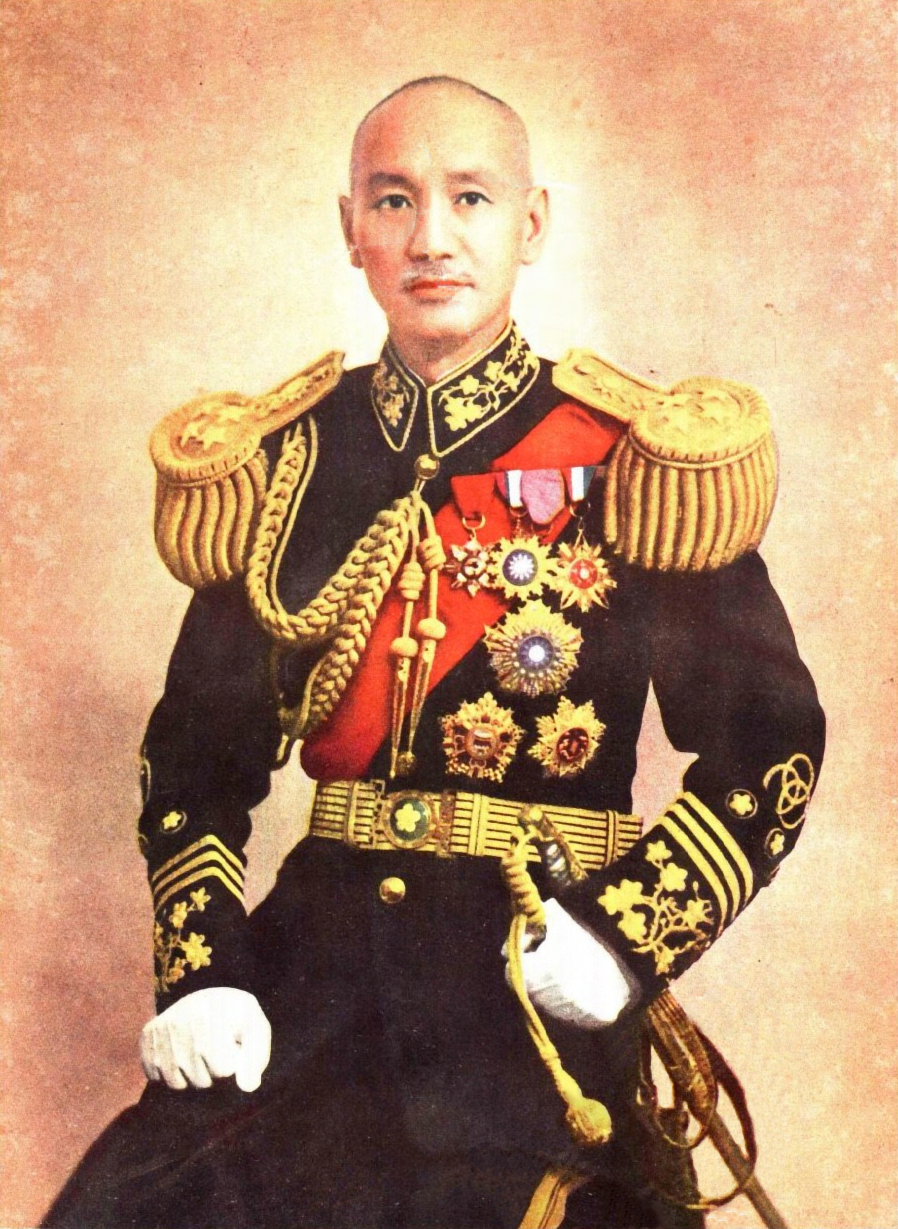
帥装に身を固めた蔣（1943年）
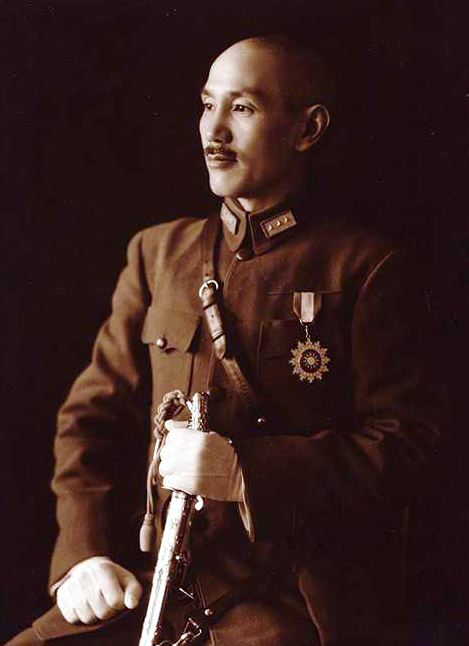
軍装に身を固めた蔣（1940年）
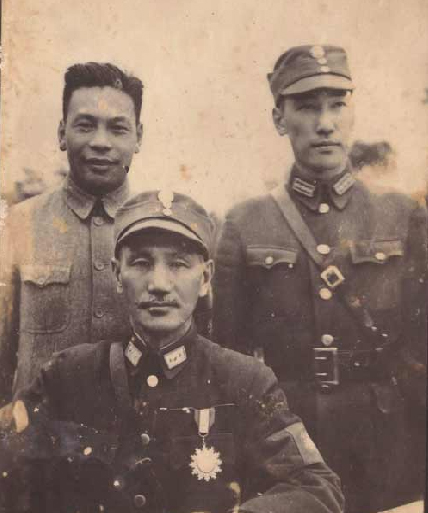
蔣経国（左）・蔣緯国（右）と
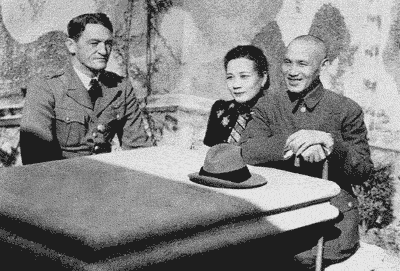
宋美齢と一緒にシェンノートと

中国共産党とは、いわゆる「上海クーデター」以降敵対関係にあった。1931年に日本の関東軍による満洲事変が勃発し、国共内戦中であった蔣介石は、建国された満洲国を黙認した。蔣介石はそのまま積極的に抵抗せず、国共内戦を優先した。日本の外交官の広田弘毅や有田八郎、川越茂からは、日中共同で防共協定の締結を提案されたが蔣介石はこれを受け入れず、日中の防共協定は破綻になった。
1936年12月、蔣介石が張学良を督戦するために西安へやってきた。蔣介石は、「東北軍頼むに足らず」と知り、東北軍を福建に移し、代りに30万人の軍隊と100機の軍用機を集める計画を開始した。このことは、共産党鎮圧政策の強化にとどまらず、東北軍への懲罰、張学良への警告であった。12月4日、蔣介石は再び西安に赴き、共産党・紅軍絶滅の最終決戦態勢をととのえ、東北軍・西北軍を督戦するために、陳誠・衛文煌など多くの軍首脳を招集した。12月10日、蔣介石主導の会議で、張学良の現職を解任し、東北軍とともに福建に移動させることを決定。これによって、中央軍が主力となる。11日夜の蔣張会談の際も蔣は張の提言を拒否する。12月12日、張学良と楊虎城は西安事件を起こして蔣介石を拘束し第二次国共合作を認めさせた。
1937年に起きた盧溝橋事件（7月7日）を受けて、蔣介石は7月8日の日記に倭寇の挑発に対して応戦すべきと書き、翌日の7月9日には動員令を出し、四個師団と戦闘機を華北へ派遣した。ただちに軍政部長・何応欽上将に、部隊の編成に着手し、全面抗戦の準備を整えよと下令するとともに、第26路軍総指揮官・孫連仲将軍に、中央軍二個師を率い北上し、京漢線上の保定または石家荘に集結するように命じた。同時にまた各軍事機関に総動員を準備させ、戦時体制に入ることを命じ、次のような緊急措置を採った。(1) 戦闘序列の編成は、第一線百個師、予備軍約八十個師とする。七月末までに秘密に大本営及び各級司令部を組織すること。7月19日までに北支周辺に30個師団、総兵力20万人を配備した（当時の朝日新聞報道では7月10日動員令、7月17日までに配備完了）。
7月11日、日本側は中国軍北上の情報を知り、「五相会議」を挙行して、関東軍一個旅団と朝鮮駐留の第二十師団、および航空隊十八個中隊を直ちに華北に派遣することを決定した。蔣介石は、7月13日、宋哲元に電報した。「盧案必不能和平的解決…中央決宣戦…萬勿単独進行」。いまや盧溝橋事件の和平的解決はあり得ない。政府は対日宣戦を決定した。決して単独行動をとってくれるな…との趣旨であり、日本側との和平妥協を禁止する指示である。蔣介石は廬山において「最後の関頭」演説を行い、現地軍の和平交渉を牽引した。7月19日に現地軍で結ばれたが、停戦に積極的な宋哲元を説得するため、熊斌参謀次長を北京に派遣した。その後突如前線の中国軍兵士が暴走し日本軍へ戦闘を起こし、廊坊事件（7月25日、北平・天津間で切断された電線を修復直後の日本軍が国民党軍から銃撃を受けたとされる事件）と広安門事件（7月26日、北平在住の日本人を保護するために事前通告ののち日本軍の一部が城内に入ったところ城門が閉ざされ、国民党軍第29軍が北平城内外の日本軍に放火を浴びせたとされる事件）で衝突が起きた。7月29日には蔣介石が談話を発表し、日本軍に対し徹底抗戦をする意思を示した。蔣介石の時局声明は、四条件（①中国の主権と領土は侵害させない②河北やチャハルの行政組織への不法な変更は許さない——など）をのむなら、交渉に応じる用意があることをほのめかし、逆に日本が軍事行動をここで中止しなければ勝算はなくとも日本に抗戦する決意を表明したものだった。しかし南京政府内部では、事態の拡大を望まず、できる限り早い停戦を求める声が優勢であった。
第二次上海事変で蔣介石は日本租界を総攻撃したことで全面戦争に突入し、日本軍の侵攻についても「日本軍は軽い皮膚病、共産党は重い内臓疾患」と例え、当初は国共内戦での勝利を優先していた。しかし、西安事件により第二次国共合作を強いられ、ドイツ流に精鋭化された国民党軍が戦った上海の四行倉庫での攻防戦は、租界を持つ欧米諸国につぶさに目撃されたが、各国の対日経済制裁を引き出すまでには至らなかった。蔣介石の精鋭部隊は全滅し、上海攻略後、日本は和平工作を開始し、1937年11月2日にディルクセン駐日ドイツ大使に内蒙古自治政府の樹立、華北に非武装中立地帯、上海に非武装中立地帯を設置し、国際警察による共同管理、共同防共などを提示し、「直ちに和平が成立する場合は華北の全行政権は南京政府に委ねる」が記載されている和平条件は11月5日にトラウトマン駐華ドイツ大使に示され、「戦争が継続すれば条件は加重される」と警告したにも関わらず、蔣介石は即座に受理しなかった。蔣介石が受理しなかったのは11月3日から開かれていたブリュッセルでの九カ国条約会議で中国に有利な調停を期待していたためとされるが、九カ国条約会議は日本非難声明にとどまった。国民政府は11月20日に重慶に遷都を宣言し、首都南京からの撤退に蔣介石が反対し、固守方針を定めた。その後、トラウトマン大使は蔣介石へ「日本の条件は必ずしも過酷のものではない」と説得し、12月2日の軍事会議では「ただこれだけの条件であれば戦争する理由がない」という意見が多かったこともあり、蔣介石は日本案を受け入れる用意があるとトラウトマン大使に語り、これは12月7日に日本へ伝えられた。その後、日本は南京攻略の戦況を背景に要求を増やし、賠償や華北の特殊化や日本軍の駐屯などの厳しい条件にした。結果、日中和平交渉は決裂した。その後、近衛文麿は「国民政府を対手とせず」と述べ、日本と蔣介石政府との関係は1940年の桐工作まで最悪の状態になった。
台湾の研究者李君山は、このような列強の日本に対する実力制裁を期待する政略のために膨大な中国軍将兵が犠牲となったとして蔣介石を批判している
南京戦の際に「倭寇（日本軍）は南京であくなき惨殺と姦淫をくり広げている。野獣にも似たこの暴行は、もとより彼ら自身の滅亡を早めるものである。それにしても同胞の痛苦はその極に達しているのだ」と1938年1月22日の日記に記している。
1938年、蔣介石は徐州に兵力を集結させて日本軍を引きつけ、武漢防衛の時間を稼ごうとしていた。同年4月からの徐州会戦によって中国軍（国民革命軍）が敗戦、日本陸軍の北支那方面軍に徐州の占領を許した。この敗走する中国の主力軍への追撃を阻止するべく、蔣介石は意図的に黄河の一部を爆破して川を氾濫させるという黄河決壊事件を承認した。同年6月、中国軍による黄河沿岸の爆破によって黄河が決壊、河南・安徽・江蘇の11市4000村に在する住宅・農地が破壊された住民は蔣介石を含む中国軍への非難を高めた。また、運悪く晴天が続いて氾濫水の蒸発が早かったことから、軍事作戦としての想定していた効果は得られなかった。
同年10月に日本軍が広州を軍事占領したことから、蔣介石を支えていた軍事補給ルートのひとつが事実上遮断されるに至る。香港に陸揚後、河川水路を利用して運搬されていた補給ルート（香港ルート）を失うが、しかし、他の補給経路（仏印ルート・ソ連ルート・ビルマルート）が残されており、各国からの物資供給は情勢に応じて継続していた。
1939年に入り日本軍の作戦範囲は小規模となったが、その間国民党軍は友好関係にあったソ連製の航空機により日本軍の航空機にわずかに損害を与えていた。しかし爆撃機主体の攻撃だったことや、1940年の秋ごろから日本軍の新型機零式艦上戦闘機の投入により、アメリカからの軍事支援を受けて増強されたはずの中国空軍の形勢は一気に不利になり、ほとんどの戦線で活動を停止させられるまでに至った。その後も日本軍の中国進出はさらに進み、最終的には中国大陸全土の実に1/3まで占領されてしまう。さらに国民党政府の臨時首都としていた重慶にも次第に日本軍の圧力が高まりつつあった。
一方、蔣介石と決別して日本との和平を望んだ汪兆銘が調印した日華新関係調整要綱は中国本土を傀儡化させるあまりにも過酷な条件であるとして高宗武と陶希聖は批判し、「要項」の写しを持って香港に脱出した。1940年1月21日、香港の各新聞は一斉にトップ記事で密約の内容を報道した。これは、高宗武らが各新聞社あてに「調整要項の過酷さは、二十一力条要求（1915年）に二倍し、中国を属国にしようとするものだ」と手紙を出して、調整要項のコピーを暴露したことによる。これに対し、蔣介石は「敵の軍閥と汪が結んだ中日新関係調整要項の密約を読んで、怒り心頭に発した。国にたいする汪の反逆の万悪が、ついにここまで達したとは、痛苦に耐えない」としている。
1940年、日本の参謀本部は汪政権と蔣政権の合流を期待して、重慶との直接交渉の可能性をさまざまなルートを通じて探っていた。桐工作では条件を緩和させ、蔣介石、板垣征四郎、汪兆銘の三者が参加する大物会談に発展する和平工作になった。会談において論議の中心となったのは、満洲国の承認問題、華北の駐兵問題、汪兆銘政権の処置問題の三点であったが、いずれも合意に至らなかった。1940年で中国本土の植民地化・傀儡化は免れたものの華北への日本軍の防共駐屯は蔣介石が断固として反対し、交渉中に成立した第2次近衛内閣で陸相に就任した東條英機も日本陸軍の中国からの無条件撤退に断固として反対した。
しかし、妻の宋美齢を経由して親中派として知られた大統領フランクリン・ルーズベルトをはじめとするアメリカ政府上層部に働き掛けた結果、5月1日にアメリカのルイジアナ州出身の陸軍航空隊大尉であったクレア・L・シェンノートを中華民国空軍の訓練教官及びアドバイザーとして雇い、「アメリカ合衆国義勇軍」という名目でアメリカからの軍事支援を受けることに成功した。

### 第二次世界大戦（太平洋戦争）
その後、日本は仏印進駐によりアメリカによる対日石油輸出禁止となり、日本は経済制裁を受けることになる。戦争が長期化し、日米関係も悪化していた1941年9月、頭山満は東久邇宮稔彦王から蔣介石との和平会談を試みるよう依頼される。頭山は、玄洋社社員で朝日新聞社主筆の緒方竹虎に蔣介石との連絡をとらせ、「頭山となら会ってもよい」との返事を受け取った。これを受けて東久邇宮が首相・東條英機に飛行機の手配を依頼したところ、「勝手なことをしてもらっては困る」と拒絶され、会談は幻となった。
中国から無条件で撤退に猛反対した東條英機は中国本土に無賠償、非併合を声明しており、最終的に経済制裁を解除のために中国本土に防共駐屯を25年とすることで話がまとまった。アメリカ国務長官ハルは暫定協定案をまとめ、ワシントンの英蘭濠中代表に日本の乙案を提示したうえで、南部仏印からの日本軍撤退と対日禁輸の一部解除というアメリカの対案を提示したが、中国の胡適大使はこれでは日本は対中戦争を自由に遂行することが可能だとして強く反対した。蔣介石はアメリカは中国を犠牲にして日本と妥協しようとしているとして激怒、スティムソン陸軍長官、ノックス海軍長官にも親書を送り、チャーチルも、もし中国が崩壊すればイギリスも危機に瀕するとしてルーズベルト大統領を説得した。11月26日にハルは暫定協定案を放棄し、ハル・ノートを作成。同日野村・来栖両大使へ手交。日本はこれを最後通牒と解し、対英米開戦に傾く。
1941年12月8日に日本がイギリスやオランダと、続いてアメリカなどとの間に開戦した後は、イギリス軍やオーストラリア軍、アメリカ軍やオランダ軍がアジア太平洋地域の各戦線において日本軍に対して敗北を続け、さらに自国の武器の生産で手一杯な上に補給線の確保もままならなかったこともあり、この頃イギリスやアメリカからの支援が急速に縮小した。
このため、1942年に連合国共同宣言に署名して連合国に加わった蔣介石が日本と休戦協定・単独講和を結ぶことで抗日戦を断念して連合国の戦線から脱落するという観測がもたれたことから、これを危惧したルーズベルトは蔣介石を、1943年11月22日に行われたカイロ会談に招き、イギリス首相のチャーチルとともに「カイロ宣言」を発表するなど「連合国の1国の指導者」として扱った。

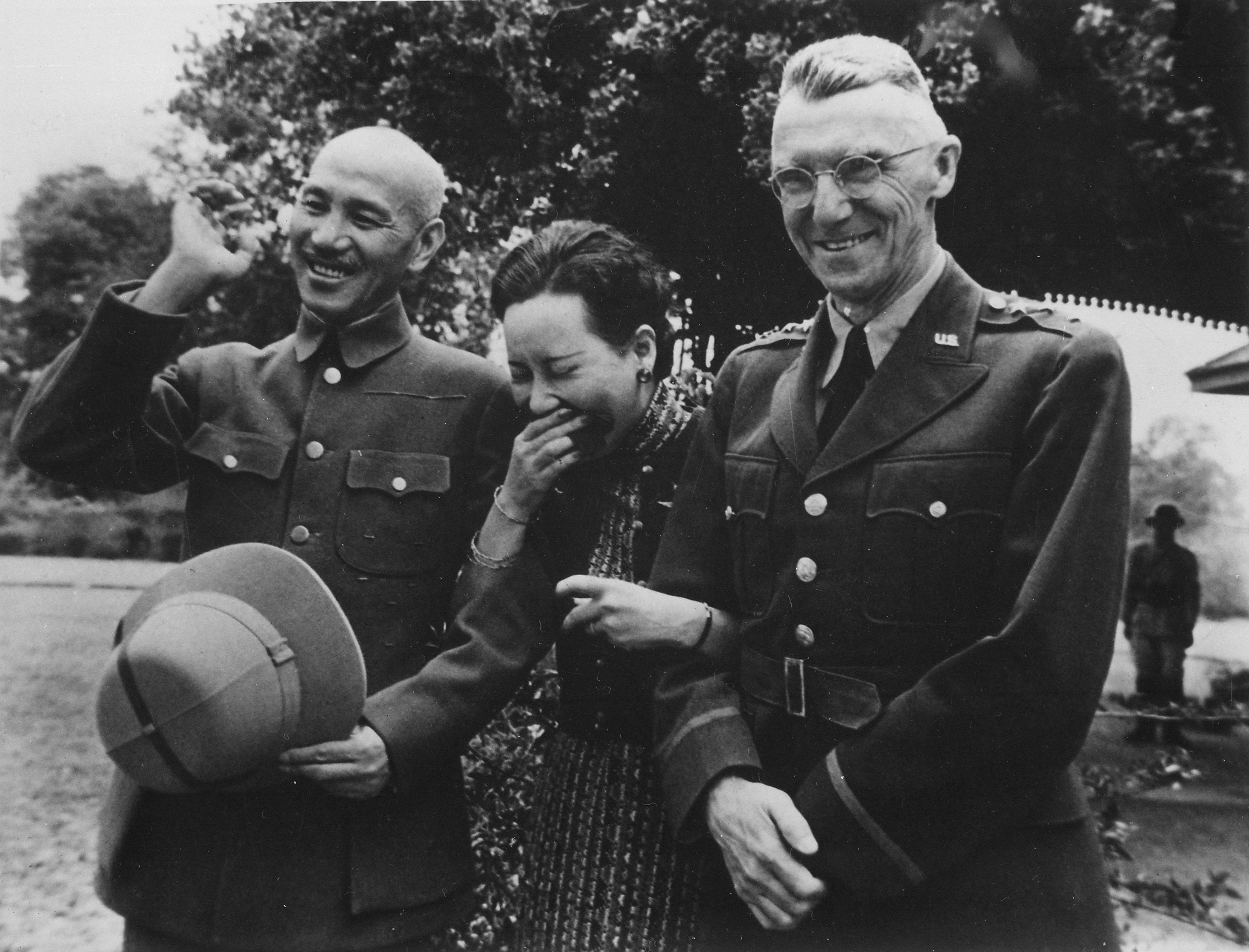
宋美齢、関係が悪化する前のアメリカ軍の准将スティルウェルと（1942年）

なお宋美齢は、1942年11月から1943年5月かけてルーズベルト大統領直々の招聘でアメリカを訪問し、アメリカ政府の全面的なバックアップを受けてアメリカ全土を巡回し自ら英語で演説し抗日戦への援助を訴え続けた。滞在時に抗日戦へのアメリカ市民からの義捐金を募るためにカリフォルニア州ハリウッドで演説した際には、メアリー・ピックフォード、ハンフリー・ボガートやキャサリン・ヘプバーン、イングリッド・バーグマンなどの多数のハリウッドスターから大きな称賛と金銭的なものを含む支援を受けた。また1943年2月18日には、ワシントンD.C.のアメリカ連邦議会において宝石をちりばめた中華民国空軍のバッジを着けたチャイナドレス姿で抗日戦へのさらなる協力を求める演説を行い、並み入る連邦議員のみならず全米から称賛を浴びその支持を増やした。
なおこの段階で蔣介石夫妻は自国の戦局についてルーズベルトには明かしておらず、ルーズベルトも中国戦線の実態を認識していなかった。しかし期待とは裏腹に中華民国は開戦以来から対日戦に劣勢であり、またアメリカの度重なる要請にもかかわらず中国共産党軍との連携にも消極的であり、ともすれば国共内戦が再発しかねない状態で、蔣介石の権力基盤は脆弱だった。また1942年の日本軍がビルマの援蔣ルートを遮断したことにより米英からの軍事支援はヒマラヤ越えのみとなり装備・物資とも不足に陥っており、ようやく各地で英米軍が持ち直してきた1943年の中盤になっても戦局は不利であった。ジョセフ・スティルウェルは、1942年に中国戦線を担当したが、蔣介石を日記で「ピーナッツ」と呼んで罵った。

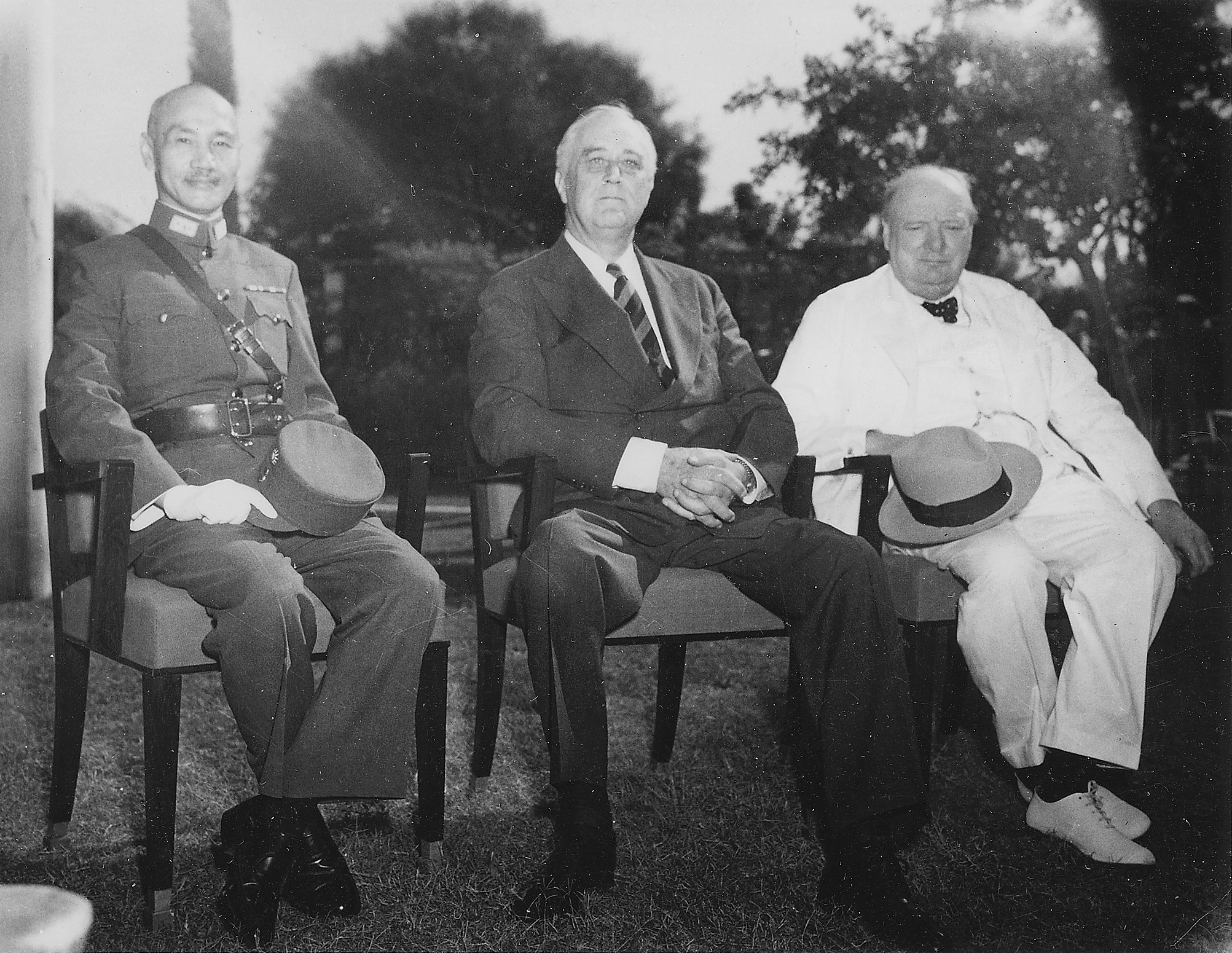
カイロ会談でルーズベルトとチャーチルと（1943年）

カイロ会談後の12月6日にルーズベルトは中国へ派遣されている外交官やジョセフ・スティルウェルから、「次に日本軍に攻勢されれば国民党政府が倒壊する」と冷水を浴びせられ、スティルウェルは中国本土からアメリカ軍の日本本土への空襲は日本陸軍の猛烈な反撃を招くと共に日本軍の内陸部侵攻を招くとして、中国本土からの空襲計画に反対した。カイロ宣言は翌1944年4月の日本陸軍の大攻勢である大陸打通作戦につながった。
大陸打通作戦で日本軍が勝利を収める中、7月22日に日本では小磯内閣が成立した。この年末の大陸打通作戦での敗退以後、中国における対日本軍の戦局が決定的に不利となり、ついには1945年に行われた連合国の重要会議であるヤルタ会談とポツダム会談に蔣介石が招かれることはなくなった。
1945年初頭、ヤルタ会談においてルーズベルトとスターリンがソ連対日参戦の密約を交わしたことを察知した蔣介石は、これを阻止すべく南京国民政府の繆斌を通じて日中の単独和平交渉を行ったと推測される。日本側も全面敗北に向かって押し流される中で、首相・小磯国昭は、重慶政府との和平を最優先課題とするにことに切り替えて、緒方の線と、自らの人脈で確認した「繆斌（みょうひん）工作」の独自外交に踏み切ったが、寝返りが目的のスパイと重光葵外相が主張し、昭和天皇も同意したため失敗に終わった（終戦直後に繆斌は蔣介石によって銃殺されたため真相は不明）。

### 戦勝国の指導者に

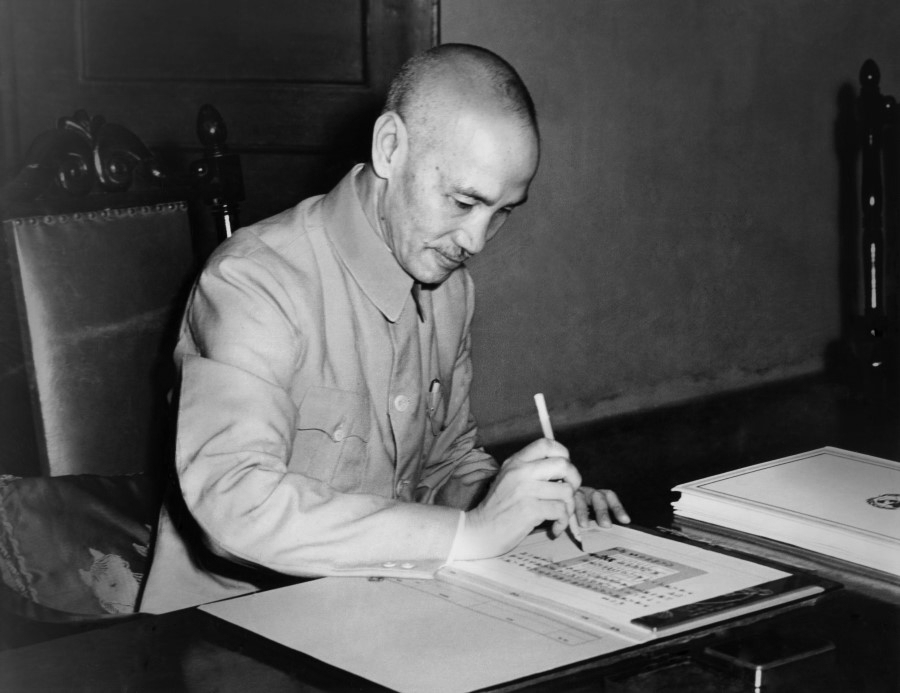
国際連合憲章への批准書に署名する蔣（1945年8月24日）
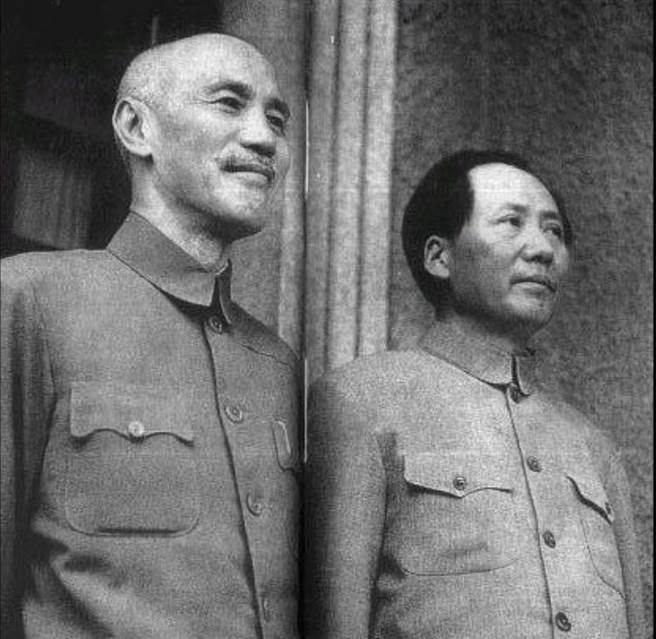
毛沢東と会談する蔣（1945年9月）

日本が敗戦した1945年8月以降は、イギリスやアメリカ、フランス、ソ連と並んで中華民国が第二次世界大戦の戦勝国、及び国際連合の常任理事国となり、蔣介石も連合国の1国の指導者として扱われることとなる。
日本敗戦とともにアメリカは、抗日戦末期に弱体化が著しかった国民党軍に大量の援助を行い、これによって新たに39個師団に武装・訓練をほどこし、アメリカ船をもって在中国日本人の本国送還を急ぎ、空路・海路から約40万の国民党軍兵士とアメリカ海兵隊5万人を華北に派遣・上陸させて北平、天津など重要都市を占領、かつ国民党軍にかわってアメリカ軍みずから華北の炭坑、鉄道などを接収した。一方、国共合作交渉は、8月28日に蔣介石と毛沢東が重慶で直接会談し、10月10日の双十協定で一時的な合意を見た。
この間、先述のようなアメリカによる国民党軍の武装・訓練・華北への輸送作戦は12月までにかなりの進展を見せ、アメリカは蔣介石政権崩壊・共産主義拡大防止対策を行い、トルーマン政権のアジア政策も対中政策を最も重要視し、国共内戦の調停を成立させることによって中国の「大国化」を達成しようとした。したがって、トルーマン政権の対中政策は、「ルーズベルトの戦後構想」を基調とするものとして始まったといえる。
12月15日、ハリー・トルーマンは対中戦後政策に関する包括的な公式声明を発した。この声明は、(1)中国共産党を含めた国民党主導下の統一政府樹立、(2)中共軍の国民党軍への編入、(3)安定政権の基礎づくりのため、土地改革をはじめとする社会改革への着手の諸点を要求し、さらに(4)以上が実行されない場合、アメリカは対中援助の拒否権を使用することを宣明した。深まりゆく内戦の危機に、アメリカは大統領特使ジョージ・マーシャル元帥を送って 国共の調停にのりだした。在華アメリカ軍兵力は11万を超えるピークに達していた。こうしてアメリカは国民党軍に莫大な支援を集中して共産党側を圧倒しつつ、他方でアメリカのさらなる国家資本援助を報償として提示して国民党の譲歩をせまることによって国共両党を統一交渉テーブルにつかせようとしたのである。共産軍の戦闘力の強さを誰よりもよく認識していたアメリカは、腐敗した国民党軍の崩壊を恐れ、蔣介石に大量の軍事援助を与えつつ、国民党軍が強化されるまで衝突を先にのばそうとしたのである。

### 第二次国共内戦と二・二八事件

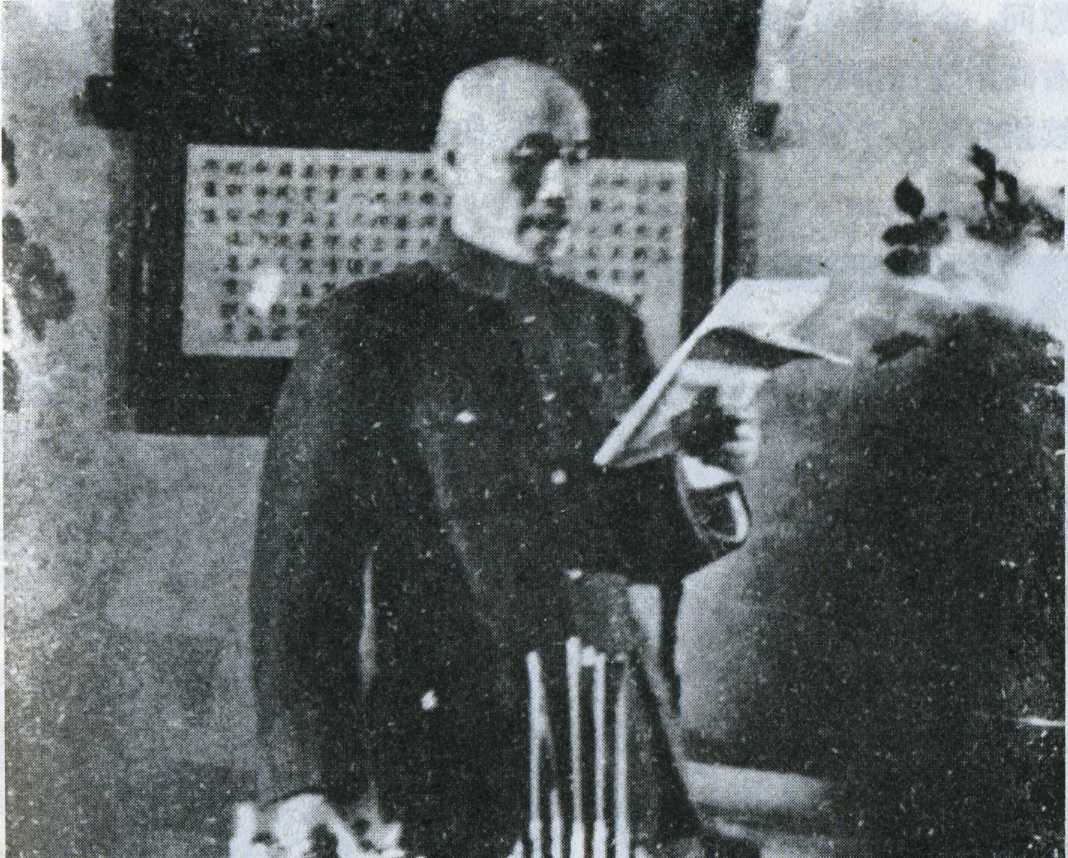
政治協商会議での蔣介石（1946年）
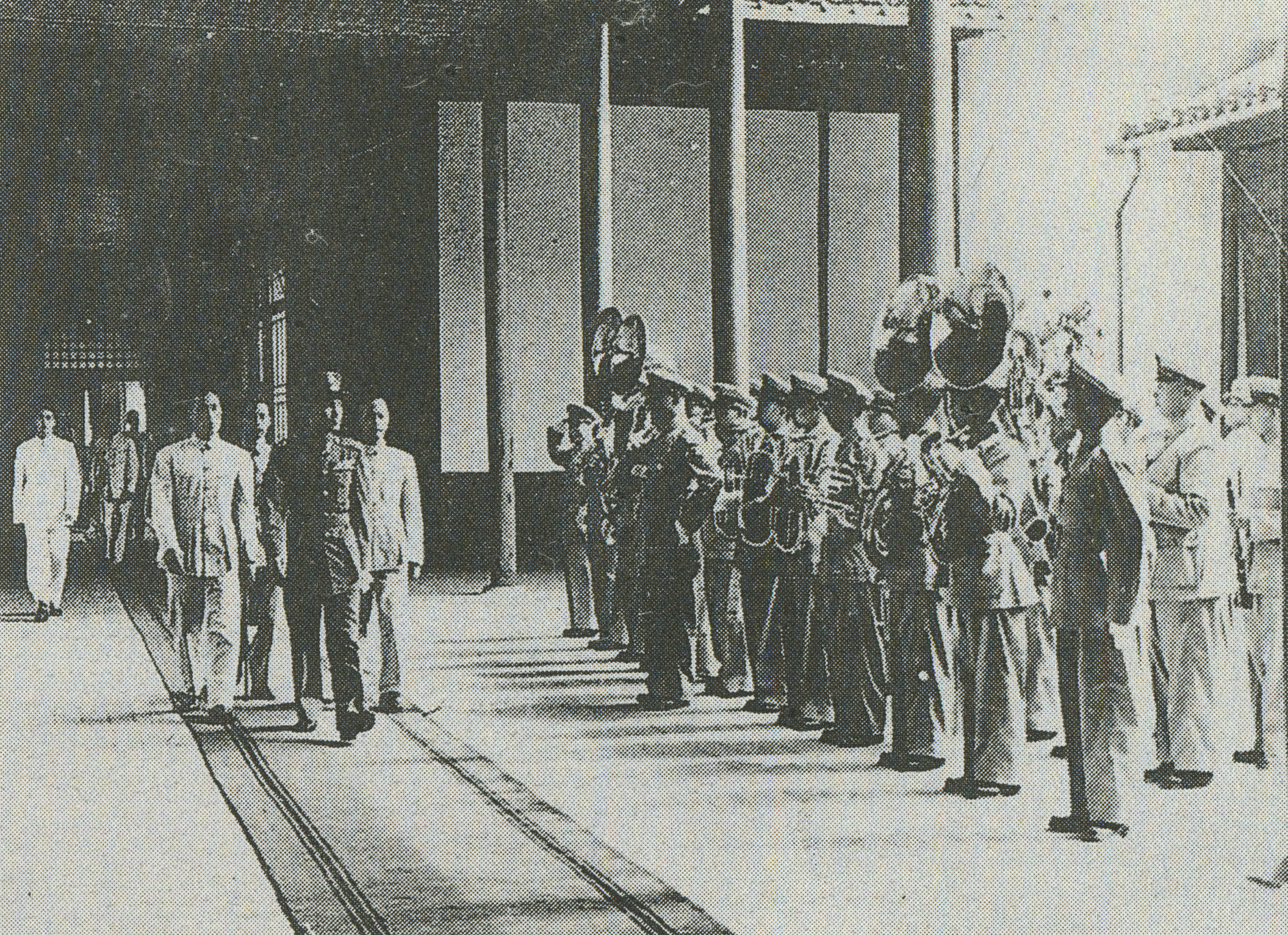
南京へ帰還（1946年5月）
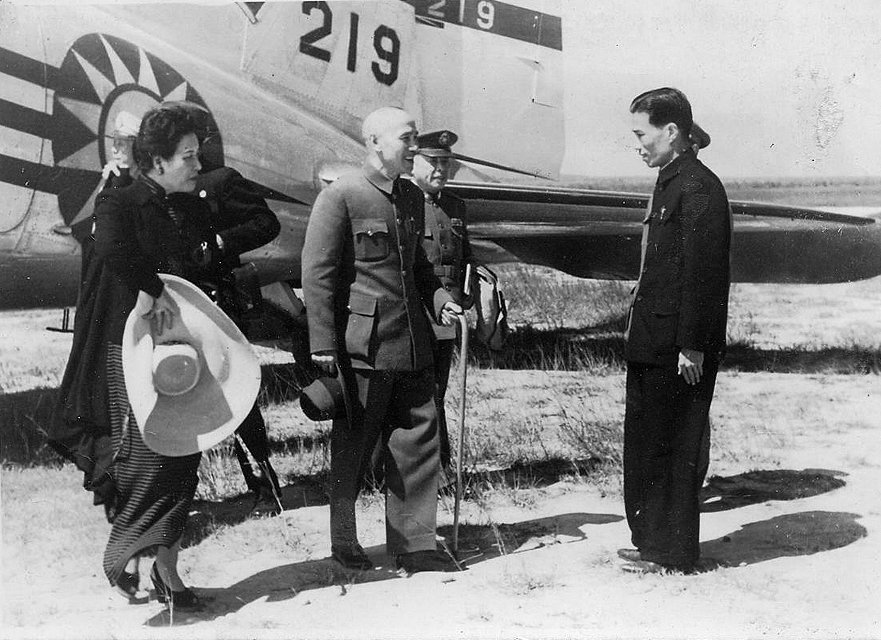
宋美齢とともに台湾を訪問する蔣（1946年10月21日）
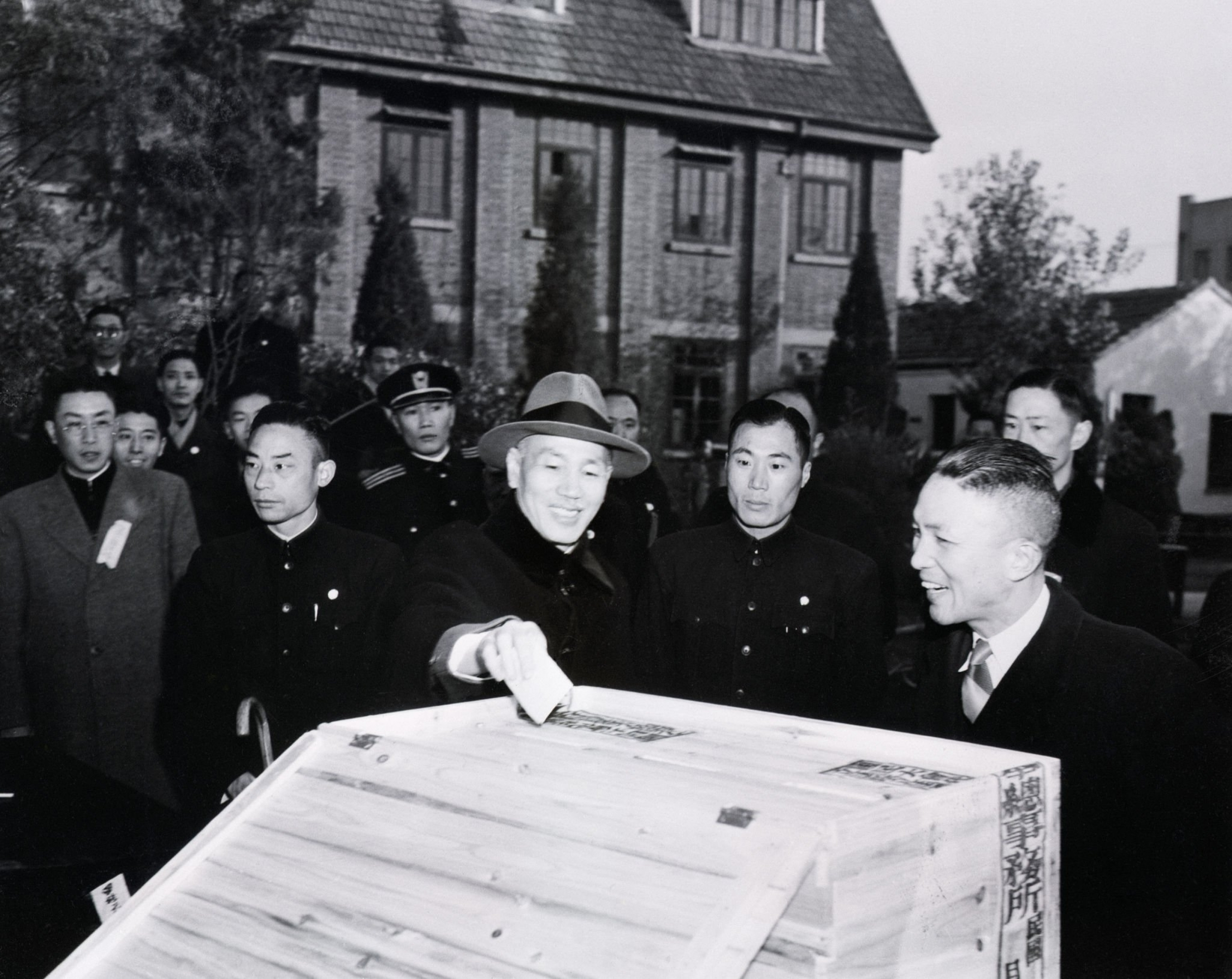
立法委員選挙で投票（1948年）

1946年1月10日、双十協定に基づき、政治協商会議（後の中国人民政治協商会議と区別して旧政協と呼ばれる）が重慶で開催された。各党派の代表構成は、国民党が8、共産党が7、その他の政党・無党派が23であった。この会議では憲法改正案・政府組織案・国民大会案・平和建国綱領などが採択され、国民政府委員会（政府最高機関）の委員の半数が国民党以外に割りあてられるなど、国民党は共産党を初めとする諸党派に対して一定の譲歩を示した。同時にアメリカ代表のマーシャル、国民党代表の張群、共産党代表の周恩来による軍事調処執行部（三人委員会）が成立して「国共停戦協定」も調印されたものの、蔣介石の「武力剿共」の決意は変わらなかった。
2月25日の基本法案によると、陸海空三軍の最高統帥者が中華民国政府主席（蔣介石）であることを再確認した上で、一年以内にその陸上兵力を国民党軍90個師団、共産党軍18個師団に削減し、さらにその半年後にはそれぞれ50個師団と10個師団にまで縮小することが取り決めされていた。3月の党大会において、国民党は共産党が提唱する「民主連合政府」の拒否と国民党の指導権の強化を決議した。6月に再び中国共産党との間で国共内戦（第二次国共内戦）が勃発した。
トルーマンは、家族ぐるみでの付き合いをした前大統領のルーズベルトとうって変わって、蔣介石及び中国国民党への軍事援助に消極的となる。なおこの背景にはアメリカ政府内に入り込んだソ連や中国共産党側のスパイの活動があったと言われている。また、中国共産党はこれに対して1946年6月22日に「アメリカの蔣介石に対する軍事援助に反対する声明」を提出。これを受けてマーシャル将軍は、中国国民党への武器弾薬の輸出禁止措置をとった。これと反対にソ連は中国共産党への軍事及び金融的支援を急激に活発化させていったため、中国国民党軍は次第に劣勢に追い込まれていくことになる。
8月10日にはトルーマンが、蔣介石にその行動を非難するメッセージを送り、国内問題の早急な平和的解決への努力を要請し、8月31日に再度、国共間の政治的解決こそが中国の再建という大事業を可能にさせるのであり、「中国全土に広がる内戦の危機の脅威を速やかに除去することができるならば、アメリカは中国の工業および農業改革の復興を援助する計画を実行に移すことになろう」と警告を発したが、それもなんら効力を発揮することなし国民党の軍事攻勢は続けられたが、ソ連からの軍事支援が増した中国共産党が勢いを増していく。
「赤狩り」を主導した共和党のジョセフ・マッカーシーおよび1995年に公開された米国務省ベノナ文書は、マーシャルが周恩来に魅了され、「中国人が根っからの共産主義者ではない」と考え、また周恩来が「もし米国が中国に民主主義を導入する手助けをしてくれればロシアとの連携を断ち切る」と約束していたと主張している。また、マッカーシーは、1946年7月の周恩来とマーシャルの会談では周恩来の要請をうけて、アルバート・C. ウェデマイヤーの中華民国大使任命をマーシャルが妨害したとし、アメリカ政府の人事にも中国共産党の意向が反映されたとも主張している。
同年8月には、国民党への武器援助が禁止された。マーシャルは当時トルーマン大統領に、国共間の調停が絶望的であること、その多くの責任は蔣介石にあるとして非難している。またトルーマン大統領自身も、国民党への不満を後に表明している。1946年12月18日、トルーマン大統領は「対中政策」を発表し、アメリカは「中国の内戦に巻き込まれることを避けつつ、中国国民が中国に平和と経済復興をもたらすのを援助する」だけであるとしてマーシャル将軍の召喚と中国内戦からのアメリカの撤退を表明する。つまり、マーシャル・プランのような中華民国の工業および農業改革の復興を援助する計画は、内戦を行ったことで破綻となったのである。
1946年10月21日、蔣介石は日本から接収した台湾に初めて訪問し「抗日戦争の英雄」として熱烈な歓迎を受けた。このとき蔣介石は「台湾はまだ共産分子の浸透を受けておらず、清潔な土地といえる。今後積極的に建設を行い、模範省の一つとしたい」と感想を持ち、日本統治時代のインフラが数多く残り資本財が蓄積されている台湾の将来性を見出している。しかし、1947年2月27日、台北で行われた抗議デモに対して憲兵隊が発砲し、抗争はたちまち台湾全土に広がることとなった。本省人は多くの地域で一時実権を掌握したが、国民党政府は大陸から援軍を派遣し、武力によりこれを徹底的に鎮圧するという二・二八事件が起きた。その後、蔣介石は台湾全土に戒厳令を敷き、以降白色テロによる支配を行うこととなる。
1948年に、国民政府から改組された中華民国政府の初代総統に就任するが、国共内戦での戦況悪化を受けて、1949年1月に辞任した。副総統だった李宗仁が代理総統となり、同年4月1日に共産党との和平交渉団を首都・南京から北平に派遣して北平和談を行い、交渉団が最終案である国内和平協定を持ち帰ってきた。しかし、20日に国民党は署名を拒否する電報を共産党に打って交渉は決裂し、3日後の23日には渡江戦役で人民解放軍によって南京は陥落して総統府も占領された。

### 台湾へ

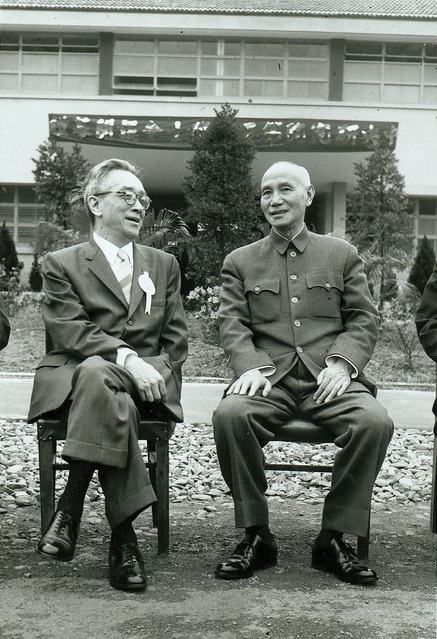
胡適（左）と（1958年）
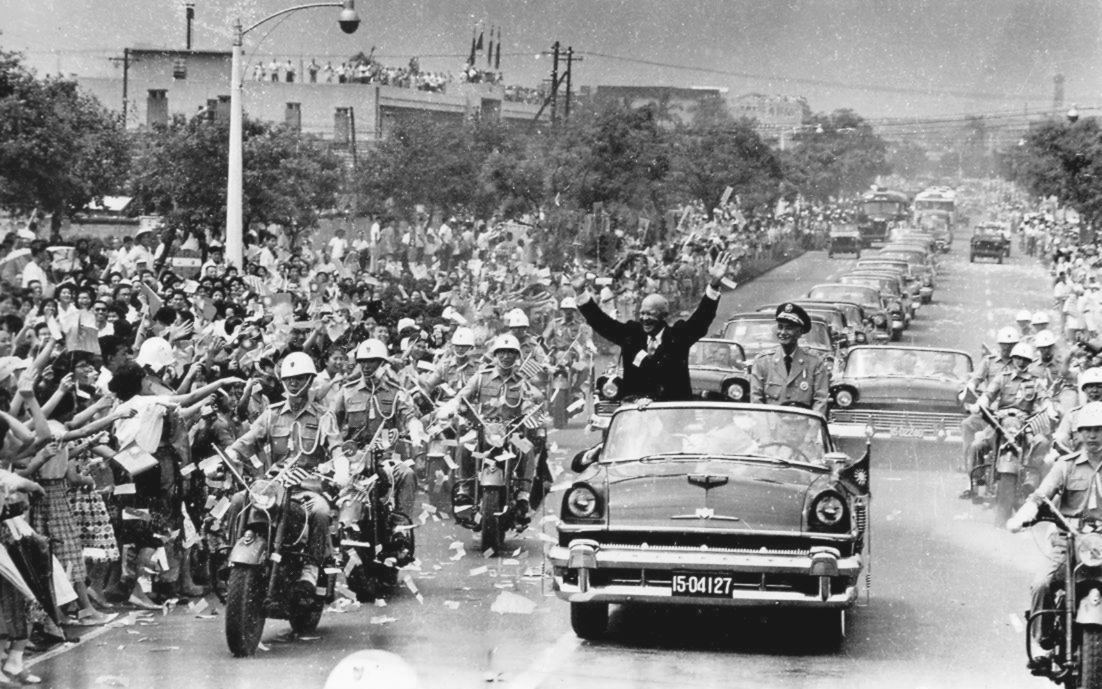
訪台したドワイト・D・アイゼンハワー大統領と（1960年）
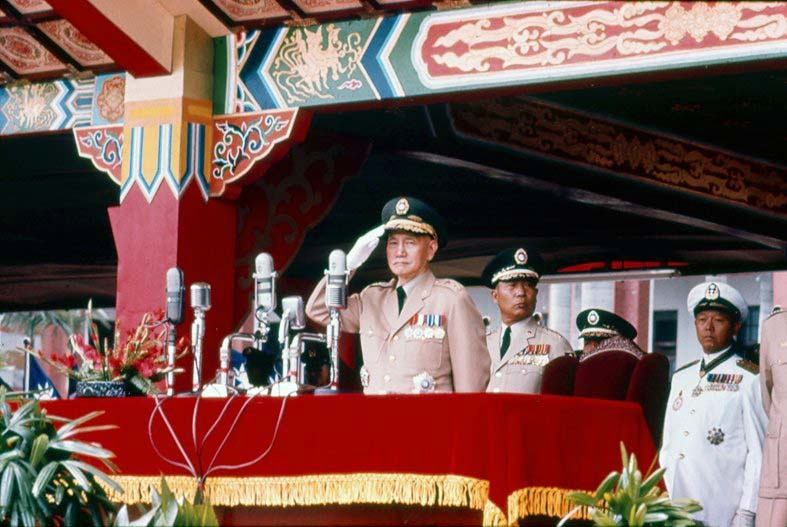
双十節式典にて（1966年）

1949年10月1日、毛沢東は北京で中華人民共和国の建国を宣言した。一方、蔣介石は重慶などを経て、12月には息子の蔣経国とともに成都から臨時首都となった台湾の台北に向けて飛び立ち、中華民国政府も後を追うように台湾へと移った。アメリカのトルーマン政権は蔣介石率いる国民党政権の無能ぶりを厳しく批判しており、CIAの見通しではアメリカの介入が無ければ1950年中に台湾も共産党の手に落ちるであろうと予測していた。
1950年1月、トルーマン大統領は台湾への不介入声明を発表し、アチソン国務長官もまたアメリカの西太平洋防衛ラインから台湾を除外した。しかし、この頃になると、トルーマン政権の無策が中国を共産圏に追いやったと批判する「中国の喪失」論が共和党を中心に各方面から噴出し、このままむざむざ台湾を共産党側に渡すことに反対する意見が高まってきており、蔣介石はアメリカの態度好転に期待を繋いでいた。

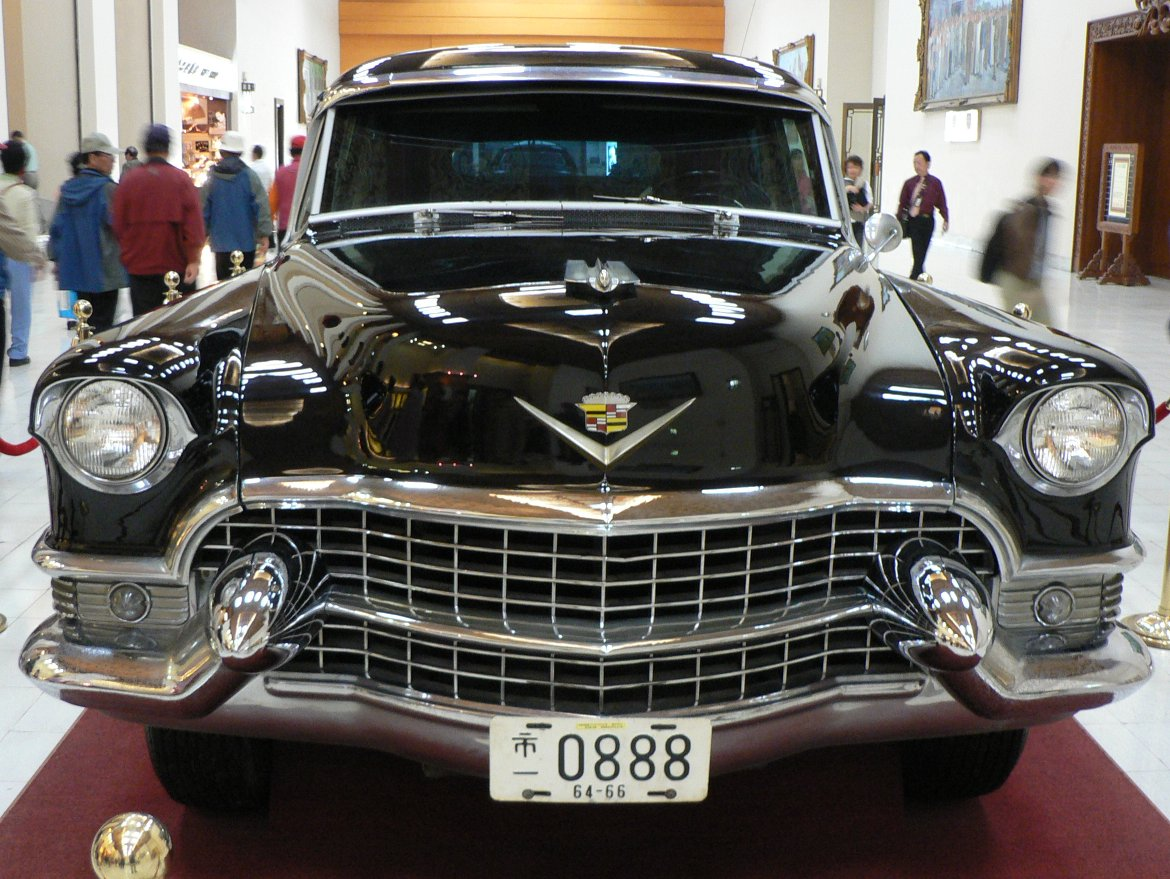
蔣介石総統専用車のキャデラック・フリートウッド（1954年型）

蔣介石は、3月に総統への復任を宣言した。海南島、舟山諸島の失陥後、台湾は臨戦態勢に入った。蔣経国は各部隊を慰問して、たとえ死すとも領袖蔣介石に忠誠を尽くすとの血盟宣誓を行うキャンペーンを繰り広げており、台湾全土が事実上蔣介石と運命をともにすることを強要された。台湾全土が極度の緊張に包まれていく中、1950年6月25日、突如として事態が急変する。朝鮮戦争により、トルーマンは台湾不介入声明を撤回して同年6月に台湾海峡の中立化を名目に第七艦隊を派遣した。朝鮮戦争に人民義勇軍が参戦したため、人民解放軍による中華民国への軍事行動は1950年10月から一時的に停止した。
1950年3月に再び総統に就任し、アメリカからの全面的協力を受けて大陸反攻を目指すこととなる。しかし、同時期、中華民国が国連常任理事国として支持した国連軍の司令官で蔣介石と気脈が通じていたダグラス・マッカーサーが朝鮮戦争への中国国民党軍の投入などを強硬に主張してトルーマン政権に解任され、香港を抱えるイギリスは中国共産党が建国した中華人民共和国を承認するなど逆風も受けた。
トルーマン政権からドワイト・アイゼンハワー政権に交代するとアメリカは米華相互防衛条約を締結し、在台米軍も駐留し始め、これ以降中華民国とアメリカは冷戦下における同盟国として強固な関係を保ち続けた。一方で、1960年代に大躍進政策失敗で混迷する大陸への反攻を企図するも（国光計画）、当時のジョン・F・ケネディ大統領の支持を得られずに断念し、アメリカに対して強い不信感を抱くようになった。

### 国連からの追放
1971年7月、アメリカは大統領リチャード・ニクソンが、中華人民共和国と和解し、「中国を代表する国家」として承認することで、冷戦下でアメリカと中華人民共和国の両国と対立を続けていたソ連を牽制すると同時に、北東アジアにおける覇権を樹立することを狙い、大統領特別補佐官ヘンリー・キッシンジャーを秘密裡にパキスタンのイスラマバード経由で中華人民共和国に派遣した。これには、ベトナム戦争に早期に決着をつけるとともに、アメリカ軍のベトナムからの早期撤退を公約としていたニクソンが、北ベトナムへの最大の軍事援助国であった中華人民共和国と親密な関係を築くことで北ベトナムも牽制し、北ベトナムとの秘密和平交渉を有利に進める狙いもあった。
この訪問時にキッシンジャーは中華人民共和国の首相・周恩来と会談。その後の記者会見で、ニクソン大統領の北京訪問の計画を発表し、世界を驚愕させた。訪台経験もある熱烈な反共主義者で選挙資金を蔣介石から支援されているという噂もあった親華派（チャイナ・ロビー、親台派）のニクソンの訪中に中華民国も衝撃を受けた。毛沢東はニクソンと会談した際に「我々の共通の旧友、蔣介石大元帥はこれを認めたがらないでしょう」と語った。
更に、1971年11月にはアルバニアなどが中華民国の国連追放を提起した「国際連合総会決議2758」が可決される。中華人民共和国が国連に中華民国の追放を最初に提起したのは1949年11月18日で、以後「中国代表権問題」と呼ばれ、長らく提議されては否決され続けてきた。アルバニア決議案に対抗して「二重代表制決議案」を日本などとともに提案していたアメリカは国連常任理事国の中華人民共和国の継承は合意したものの、中華民国の国連追放までは考えていなかった。しかしこのことを事前にアメリカから伝えられた蔣介石は激怒し、アメリカや日本の説得を無視する格好で「莊敬自強 處變不驚」（恭しく自らを強め、状況の変化に驚くことなかれ）と自ら国連の脱退を選択した。
その後も、経済発展を続ける中華民国との国交継続を願う諸国は多かったものの、「中華民国との国交を断絶しない場合は、中華人民共和国から国交を断絶する」などの外交選択やそれに伴う経済的不利益、さらには国連での拒否権発動をちらつかせるなど有形無形の外交圧力を加えたため、アメリカをはじめとする西側諸国のように交流関係を維持する国は多かったものの、正式な国交を持つ国は20か国程度となるなど、中華民国は国際社会でほぼ孤立することとなった。

### 死去
1969年、交通事故に遭い、健康を大きく損ない、公の場に姿を出さなくなっていく。1972年6月に肺炎にかかり一時重篤な状態になったが、特別医療チームが結成されて医療措置が取られたため翌年1月には意識が戻り持ち直した。しかし、これを期に以後は公の場に姿を現すことはなくなった。1975年3月29日に危篤状態となり、4月5日の23時50分、87年の生涯を閉じた。翌1976年には蒋介石と中国大陸をめぐって争っていた毛沢東も後を追うように死んだ。
蒋介石はその死まで総統の地位にあり、死後は総統の座を副総統の厳家淦が中継ぎ的な形で継承し、行政院長となっていた蔣経国は国民党主席に就任した後に1978年に総統となった。

## 蔣介石の歴史的評価

### 中華民国
戒厳令時代には、中華民国の指導者・そして「中国4000年の道徳の体現者」として崇拝しなければならない対象とされ、蔣介石の銅像が台湾各地に建てられていた。学校には孫文と蔣介石の肖像画が必ず掲げられ、切手や新台幣には蔣介石の肖像ないしそれに関わる図案が必ずと言っていいくらいデザインされ、教科書でも蔣介石を神格化した。さらに蔣介石は台湾の高雄に澄清湖（チョンチンフー）という観光スポットを作った。そこには中興塔をはじめ8つの塔がある。これは中国大陸にある西湖をまねたものだといわれている。
戴国煇は「（蔣介石は）政治的にも軍事的にも戦術家としては一流であったが、戦略家の器ではなかった」と評し、後継者に息子の蔣経国を指名したことを「毛沢東は周恩来を信じられたが、蔣介石は息子以外誰も信じることができなかった。陽明学の信徒としての限界ではないか」としている。
1987年以降台湾の民主化が進むと、過去のさまざまな人権侵害が次々と表沙汰となり、蔣介石の独裁者としての側面が明らかとなった。蔣介石の銅像への破壊行為や落書きも相次いでいる。
台湾本島では弾圧者として評価が分かれるが、砲撃を受け退けた金門島では、中華人民共和国から中華民国を防衛した民族の英雄として高く評価されている。また、大陳島撤退作戦で台湾本島に移住した元島民も、蔣介石を島民を救ってくれた「救世主」として今も感謝している元島民が少なくない（後述の蒋介石にちなんだ事物を参照）。

### 日本

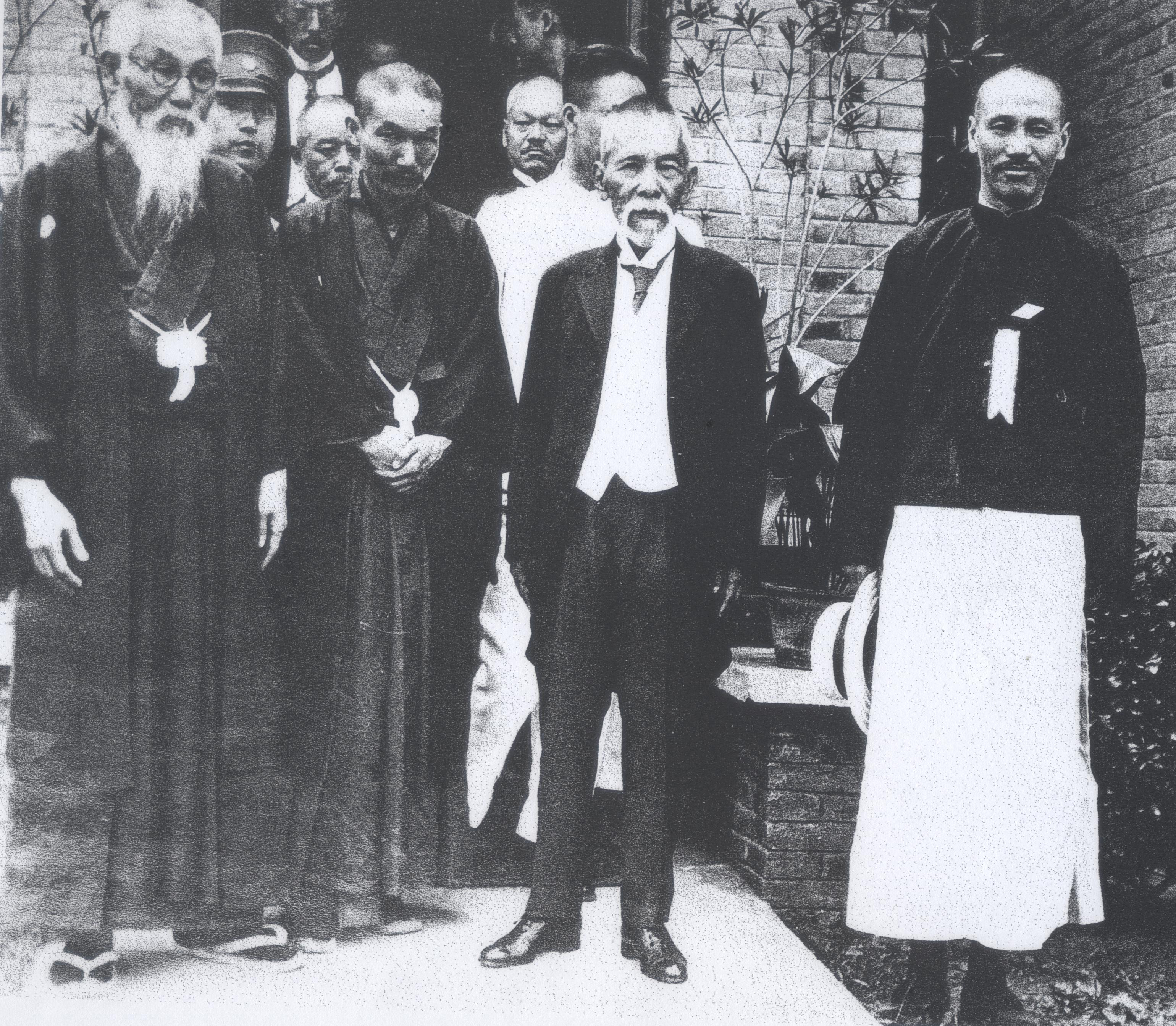
蔣介石を日本亡命中に庇護していた犬養毅と頭山満とともに（1929年）

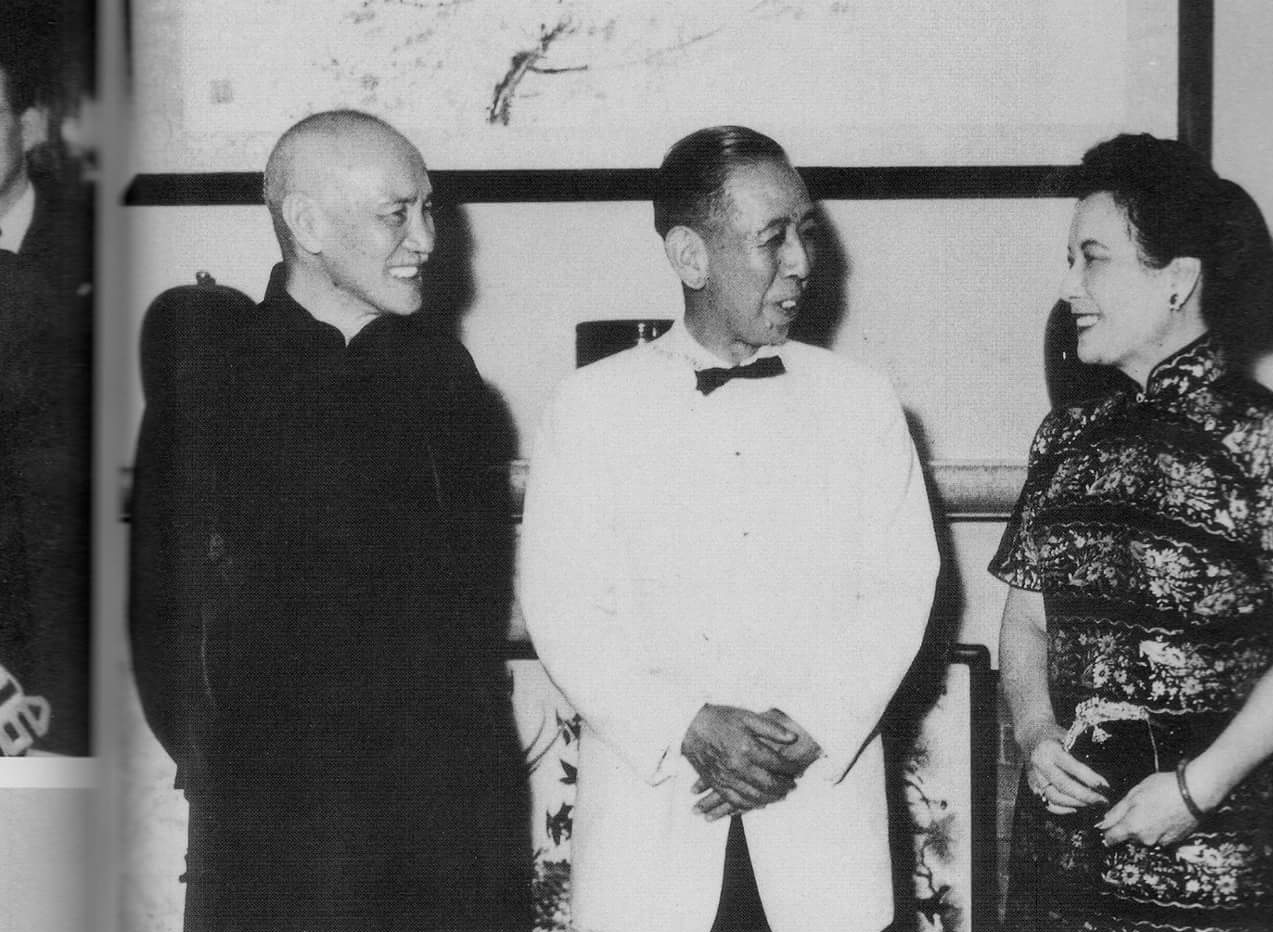
台湾を訪問した岸信介首相（中央）とともに（1957年）

蔣介石は、日本の高田の砲兵学校で軍事教育を受け、日本に亡命した際には日本政財界による支援で清朝打倒に奔走するほか、宋美齢との結婚式を日本で挙げることを希望していたなど、その後敵味方に分かれて戦うことになった日本と、生涯にわたり深い関係を持っていた。
1927年、蔣介石率いる国民革命軍が南京に入城すると、革命軍の一部が日・英・米などの領事館を襲撃した（南京事件）。英米の軍隊がこの行為に対して徹底的に反撃を加えたのに対し、日本は死者を出しながらも無抵抗を貫いた（幣原平和協調外交）。
蔣介石は日本軍との戦いには消極的で、むしろ中国共産党を警戒していた。しかし張学良による西安事件が起こり、共産党や英・米と協力して、日中戦争から1945年までは日本軍と戦うこととなった。その時代、一貫して日本と行動を共にし英・米に対抗しようとしていた汪兆銘が大東亜会議に参加し大東亜共同宣言に賛同していたことと対照的である。その当時の蔣介石自身の日記では一転して日本を「倭寇」と表記し終始蔑んでいた。
- 明治天皇を尊敬しており、戦後も総統代理として蔣経国を明治神宮へ公式参拝させている[125]。
- 日中戦争中に、日本軍が拉孟・騰越の戦いで連合軍の大軍[126]を相手に戦い、それぞれ味方の6倍の損害を与えて玉砕したことを讃え、「東洋道徳の範とせよ」と中国軍に訓令を発している[127]。
- 戦後、台湾へ移ってからは、富田直亮少将を団長とする旧日本軍の将校団（白団）を招き、国府（中華民国国民政府）軍を秘密裏に訓練させた。米国政府はこれを厳しく非難し、国府軍内にも反対の声が挙がったが、蔣介石は白団による教育訓練を断固推進した。
  - 1949年10月、中国人民解放軍が金門島等へ大挙侵攻を図った際は、旧日本軍の根本博中将[128]らが中華民国国軍を作戦指導し、人民解放軍を完膚なきまでに撃破している[129]（古寧頭戦役）。

日本の敗戦後は、8月15日に行った終戦演説で対日抗戦に勝利したことを宣言した一方で次のように国民に訴えた。
戦後、日本の歴代政権は中華民国を反共陣営の一員として、また国連の常任理事国として修好に努めていたが、日本と中華人民共和国の間に国交樹立の機運が高まると中国国民党は危機感を強め、日本の保守メディアに急接近しさまざまな宣伝活動を行うようになった（代表例として、サンケイ新聞による蔣介石秘録の連載、國民新聞による反中国共産党パンフレットの発行、マスコミ総合研究所の雑誌アジア・レポートの発行）。
そのような中で、多くの自民党政治家や保守言論人が、上述の戦勝演説などをもとにした蔣介石による日本への寛大な措置を「以徳報怨」として礼賛するようになった。2008年に平沼赳夫は「蔣介石が日本の天皇制を守ってくれた」と擁護し、「日本と中華民国の国交が断絶した後も、日本の政治家が中華民国を訪れた時は蔣介石の墓に参るのが礼儀であったが近年は行われなくなった」と批判した。2009年には森喜朗が、金美齢の面前で「日本が今日あるのは蔣介石のおかげであり、日本人は蔣介石に感謝しなくてはならない」とのスピーチを行った。
蔣介石自身、日本人との会見を特に喜び、白団の存在がアメリカから問題視されたときには「彼らは米国が私を見捨てたとき、生命の危険を顧みずに助けに来てくれた、同志のような人たちだ。私の目の黒いうちに彼らを見捨てるようなことは断じてありえない」と即答したとされる。蔣緯国も「父は日本留学の経験もあり、日本人の生活作法や思想に共鳴していたと思う。日本に敬意を払い、学べるものは学び取ろうとしていた」とする。国家元首として日本人と会見するときには通訳を立てていたが、本人の日本語習熟度は高く、1971年に蔣介石と会見した在日台湾本省人が自分たちとそう変わらない日本語を話すのを聞いて驚いている。

### 中華人民共和国

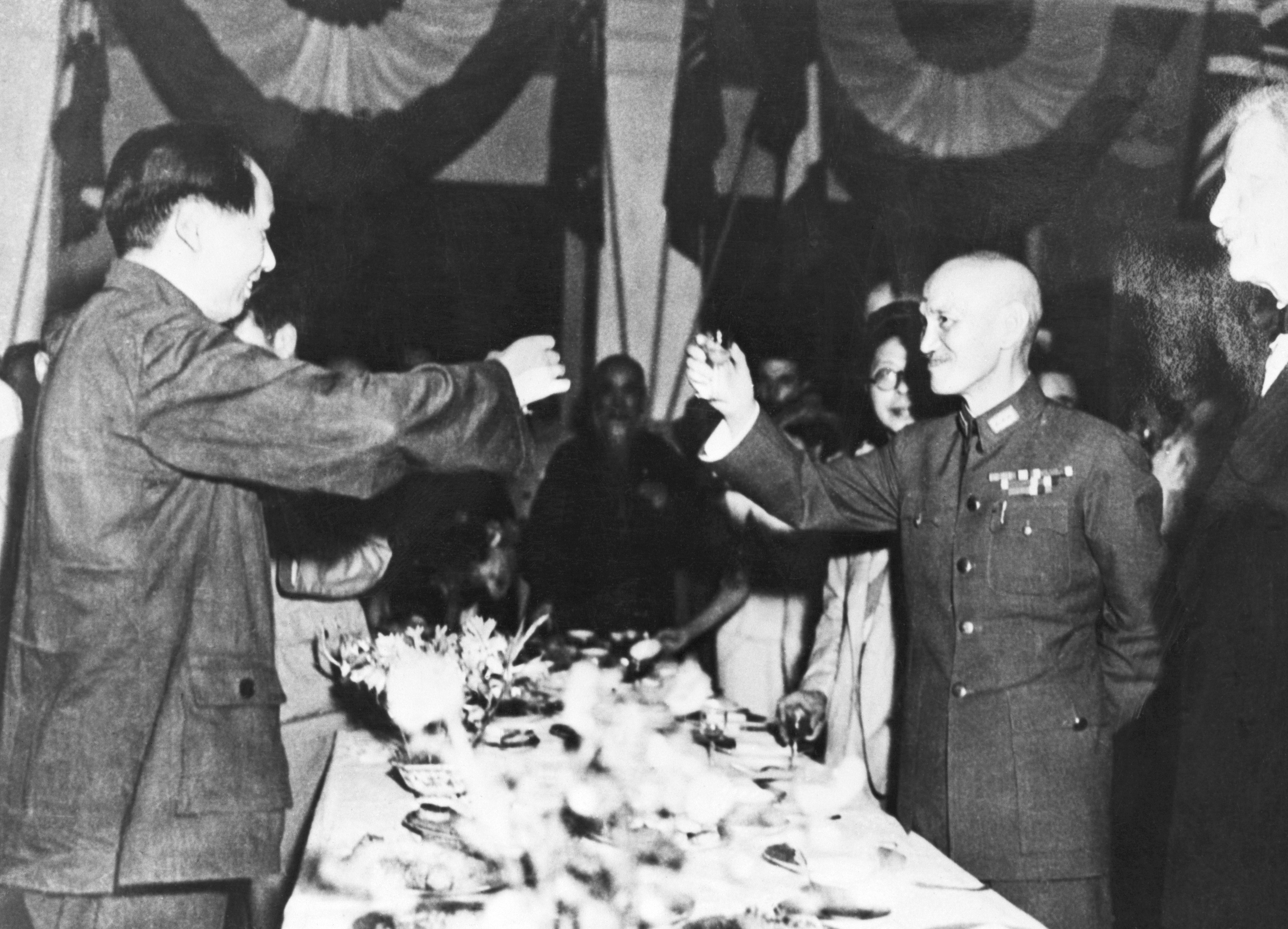
祝杯をあげる蔣と毛沢東（1945年）

共産党の一党独裁国家の中華人民共和国では、国共合作での蜜月はあったとはいえ「建国の父」の毛沢東のライバルである蔣介石はさまざまな媒体で否定的な評価をされてきたが、中華民国との貿易や中国国民党との党間交流が増えるに従って再評価が進められている。
例えば、馬英九政権で中華民国が中華人民共和国に接近した2009年に、蔣介石の孫で国民党副主席でもある蔣孝厳は中華人民共和国で制作された建国60周年記念の国策映画「建国大業」で、蔣介石が無益な戦いを憂えて台湾に避難した愛国者と描かれたことを「客観的な歴史評価」と称賛し、台湾の国民党本部で毛沢東の孫とも対面し、後に中華人民共和国で「中国は大きく変化した。統一され、強大で現代的な中国をつくるべきだ」と発言した。
なお、毛沢東の指示で蔣介石の生家の蔣氏故居や祠堂（蔣氏宗祠）は文化遺産として保護され、中国側は修繕費も出費しており、1990年代から蔣孝勇など多くの蔣介石の親族（蔣経国や蔣緯国の妻や子供）が蔣家奉化祭祖のために度々中華人民共和国を訪れている。蔣介石の遺族が蔣介石の遺体を大陸に帰葬することを主張して、台湾では波紋を呼んだことがある。また、大陸との関係が良好だった馬英九政権時代には蔣介石・蔣経国親子の遺体の大陸帰葬を中国当局が受け入れる姿勢を見せていたが、台湾側が懸念を示したため見送られている。

### 中華民国（台湾）国内
台湾では、国民党が親大陸中国派の政党となった後も外省人高齢者層を中心に未だ人気が高く、民主進歩党の蔡英文総統の時期に政府の呼びかけにより自治体や学校にある蒋介石像が撤去されたがその際に反対する者らの抵抗運動もみられた。なお、このとき撤去された像には廃棄とはならずに慈湖紀念雕塑公園に寄贈されたものも多い。2022年には曾孫の蔣万安が台北市長に当選している。
蔣親子が国軍最高統帥権者である総統経験者であることに鑑み、国軍示範公墓（五指山軍人公墓）に蔣親子の埋葬スペースを用意しているが、中国帰葬をめぐる問題等の影響もあって2024年現在も埋葬スペースは空いたままとなっている。

## 人物
- 第一次国共合作の頃は、「赤い将軍」として共産主義を礼賛していたが、欧米諸国や浙江財閥との関係により、「上海クーデター」以降は猛烈な反共主義者に転向し、冷戦時代からは世界反共連盟を台北に設立して国際的な反共運動を主導した。日中戦争勃発の前は抗日闘争よりも共産党を弾圧する政策を優先するほどであり[144]、西安事件の際も第一次国共合作時代の蔣介石を知る周恩来に説得されるまでの徹底的な反共ぶりに張学良も困惑していた[145]。
- スターリンは蔣介石を高く評価していたとされ[146]、西安事件の際に中国共産党は蔣介石の処刑を主張するも日本に勝利するためには蔣介石の力が必要と考えていたスターリンは許可しなかったとされる[147]。蔣介石の息子である蔣経国は、実質的な人質としてモスクワへ留学している。
- 辛亥革命前後に青幇に加入し杜月笙とは義兄弟の関係であり[148]、上海クーデターの際には青幇の協力を得て共産党員の大量殺害を行なった。その後も青幇の麻薬資金が蔣介石の経済的基盤となる。杜月笙の墓地には蔣介石揮毫による「義節聿昭」の牌がある。
- 戦後、台湾を訪れた蔣介石は日月潭の風景を特に気に入っており、別荘を建てて26年の間で100回以上もこの地を訪れ、また湖畔に住む先住民サオ族の伝統舞踊を好み援助を惜しまなかった。だが、舞踏団を国共内戦での兵士の慰問に派遣したり、現地人の一人毛信孝を「酋長」と称して宣伝の対象にする（本来、サオ族に酋長の伝統はない）など、本来の風習とはかけ離れたものであった。また当初、儀式の中で現地の人間が洋服を着ているのを見て、「なぜ蛮族が服を着ているのか」と尋ね、以降、蔣介石の前で儀式を行う際は伝統衣装で行うよう定められた。現地住民の一人はその時のことを回想し「蔣介石は心が曲がっているとしか思えない」と語っている[149]。

### 蔣介石と個人崇拝

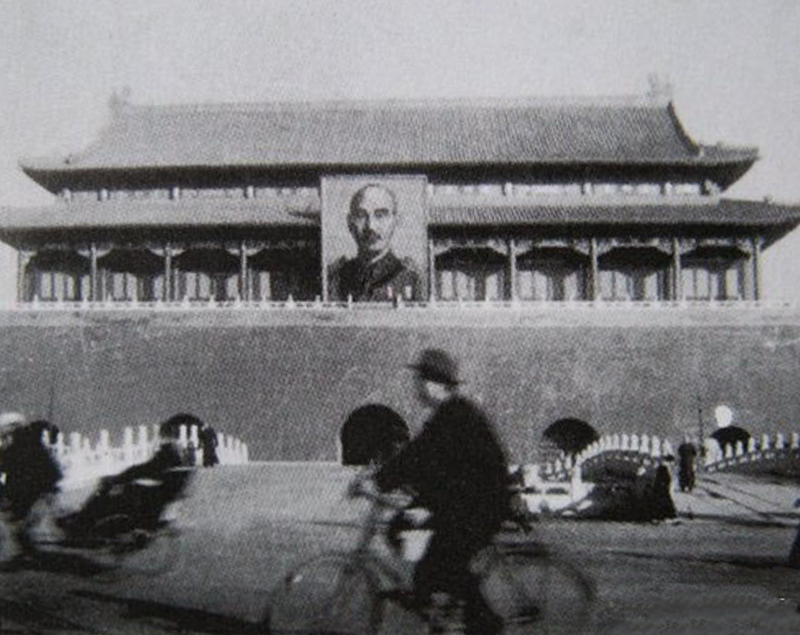
国民党政権下、天安門に掲げられた蔣介石の肖像（1945年12月3日）
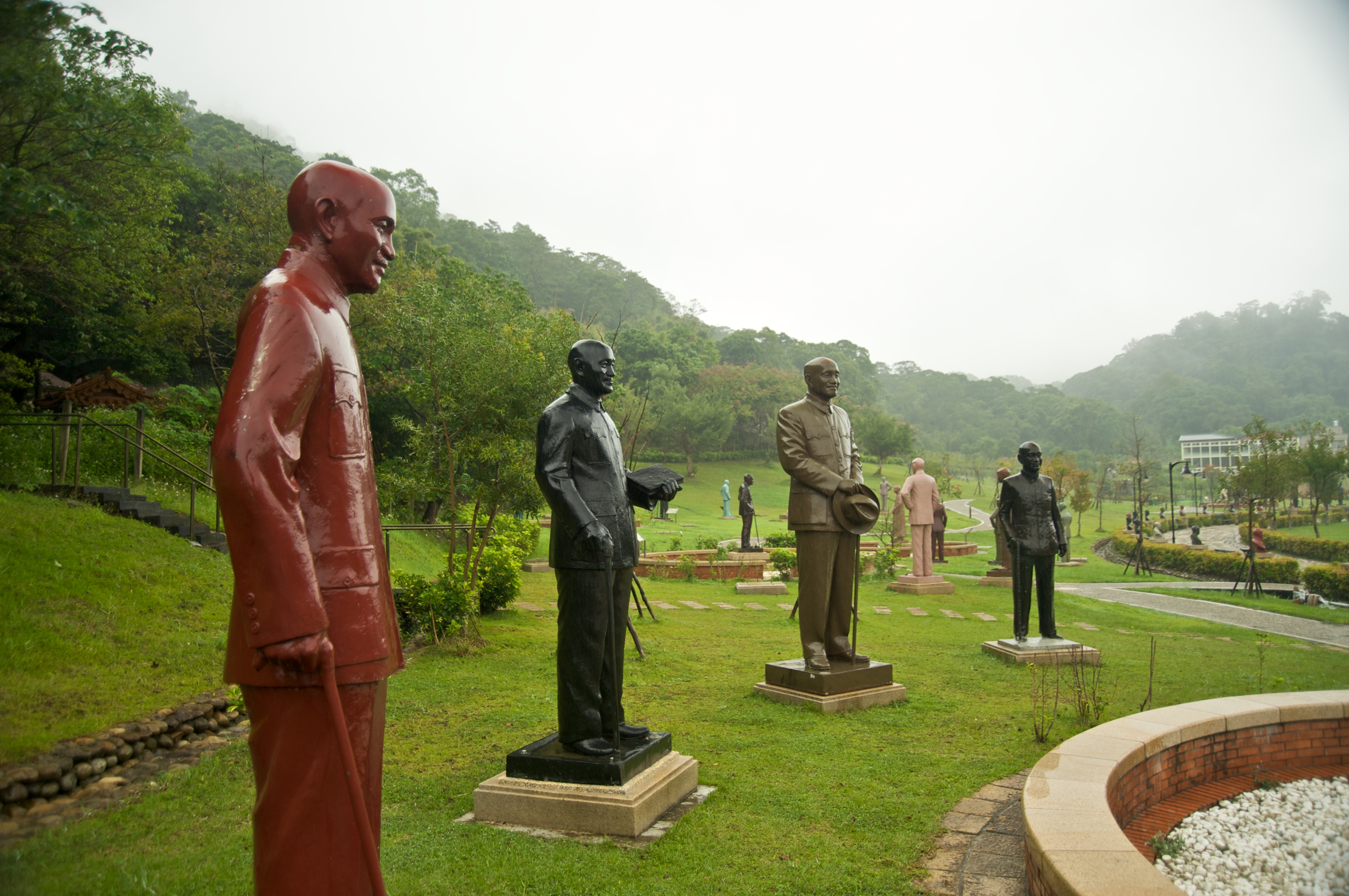
桃園市にある蔣の墓（慈湖陵寝）に近接する慈湖紀念雕塑公園にある蔣介石の銅像群
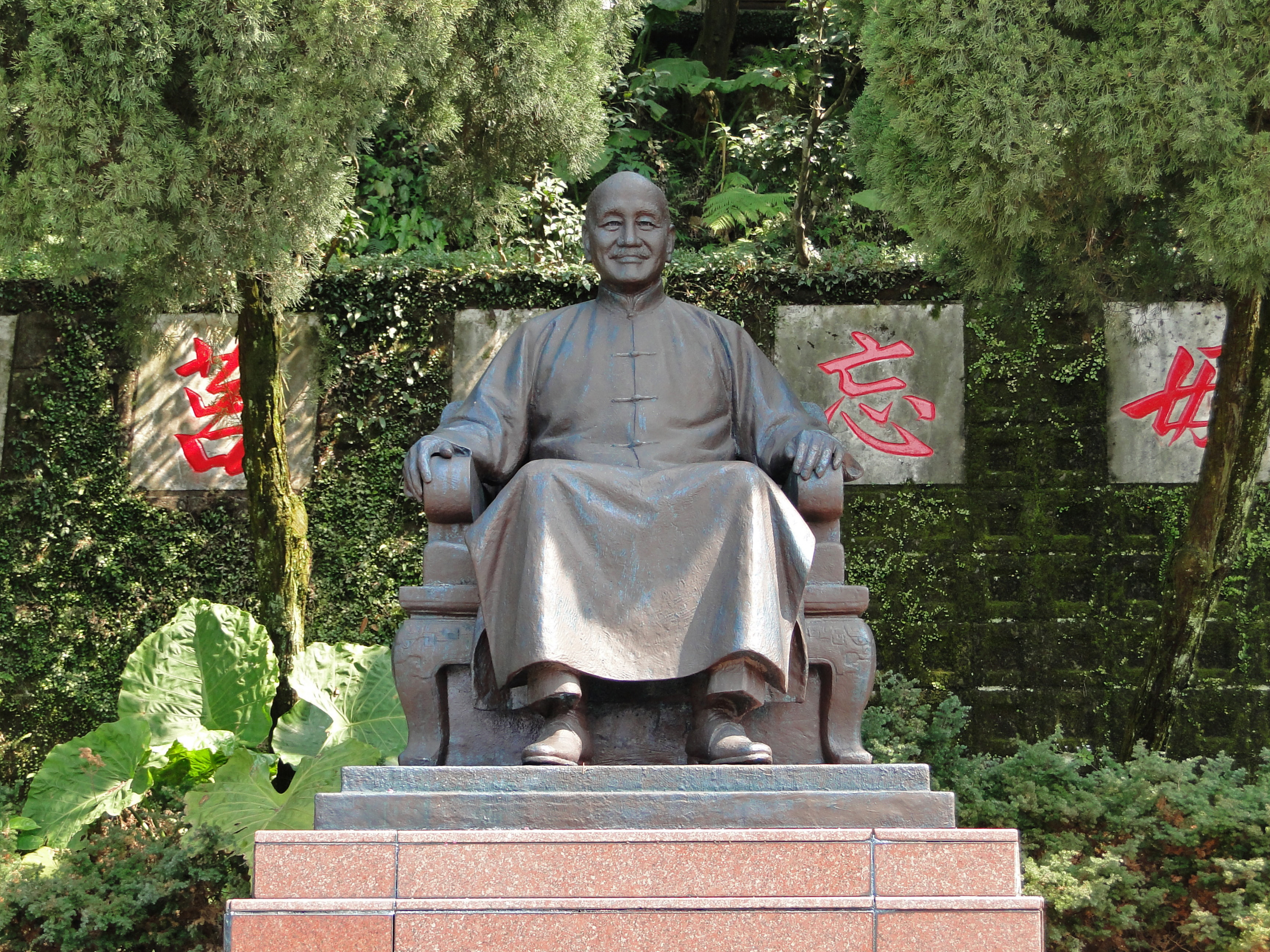
陽明山にある蔣の銅像 背後にある「毋忘在莒」は、田単の故事に喩えて中華民国政府が台湾を足掛かりに大陸奪回を目指すことを意味する蔣の訓示。

北伐後、国民政府と自身の権力を確固たるものにするべく、蔣介石は自身への個人崇拝を目的とするプロパガンダ活動を徹底的に行った。紫禁城の天安門をはじめ、公共の場から自宅まで至る所に蔣介石の肖像画が飾られており、台湾でも近年までそうしたプロパガンダ活動が根強く残っていた。こうしたプロパガンダの中では、特に前述の質素な私生活が強調され、他の軍高官らとの差別化をはかった
。
また、国内のムスリムに対しては蔣介石の権力を正当化させるように向けた内容のクルアーンやハディースを出版した
。ムスリムであった軍高官の馬麟は、インタビューにて蔣介石に対し「高い敬愛と揺ぎない忠誠心を持っている」と語っている。

## 栄典
勲章
 国光勲章
 青天白日勲章：1931年
 采玉大勲章：1943年8月
 一等宝鼎勲章
 一等雲麾勲章
 一等復興栄誉勲章
一等特種大綬卿雲勲章：1944年1月1日
 レジオン・オブ・メリット：1943年7月
勲刀
醒獅勲刀

## 蔣介石にちなんだ事物

### 台湾

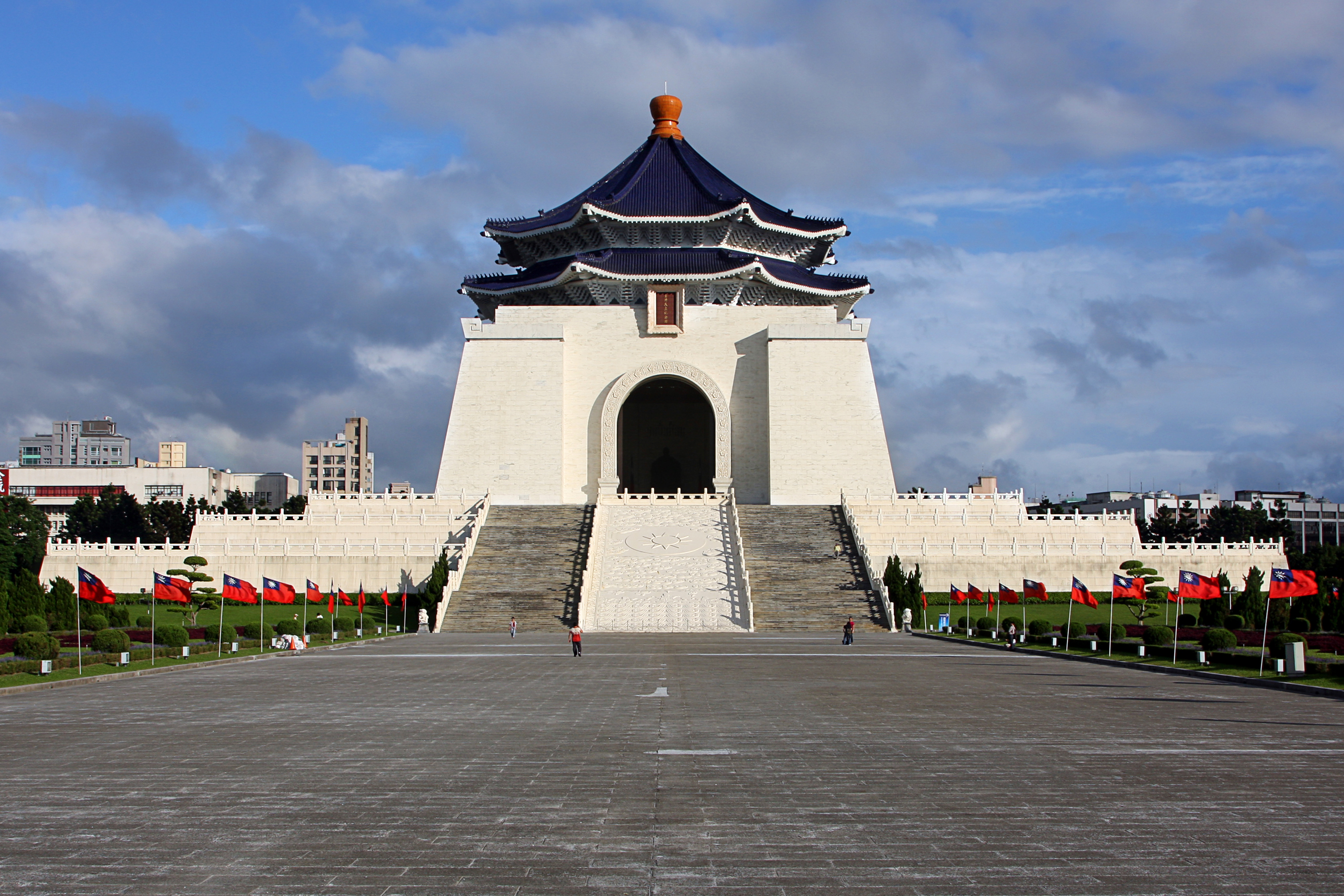
中正紀念堂

- 中正紀念堂 - 蔣介石没後に台北市中心部に作られた記念館。
- 中正国際空港 - 1979年に開港した桃園県にある台湾最大の国際空港で、英語では蔣介石の英語表記Chiang Kai-shekの略をとりCKS Airport と呼ばれた。2006年に台湾桃園国際空港と改称された。
- 中正路 - 中華民国の一般的な道路の名前。おおむね都市の中核的な路線にその名が振られる。
- 介寿路 - 総統府（1948年から2006年まで「介寿館」と呼ばれた[157]）と台北城東門との間を結ぶ道路の名前。介寿とは「蔣介石の長寿を祈念する」という意味。1996年、凱達格蘭大道に改称されたが、地方では今でも見受けられる。なお、介寿の名称は、介寿公園、介寿国中など至るところで使われている。
- 国立中正大学 - 蔣介石を記念して南台湾嘉義県民雄郷に設置した国立総合型研究大学。
- 台北市立中正国中と台北市立介寿国中 - 市内で大変有名な中学校である。
- 慈湖陵寝 - 桃園市大渓区にある、蔣介石の棺が仮安置されている施設。
- 慈湖紀念雕塑公園 - 蒸気の慈湖陵寝に隣接している公園。中華民国の民主化に伴い、次々と撤去され始めた蔣介石像を収集して展示している。現在も台湾全土から集められ、その数は200体近くに上ると言われている。
- 蔣公感恩堂（中国語版） - 高雄市旗津区にある、大陳島撤退作戦によって移民した元島民により、蔣介石を称えるために建設された。
- 紙幣・硬貨 - 没後の1980年から、台湾元の高額紙幣に蔣介石の肖像が使われてきた。李登輝政権末期から準備され、政権交代後の2000年以降発行された現行設計の紙幣でも、高額紙幣では科学技術・教育・スポーツを象徴する絵柄に取って代わられたものの、5券種中4番目にあたる200元紙幣に描かれている。なお、旧10元（現在は孫文）、5元、1元硬貨にも蔣介石が描かれている。

### 日本国内
- 箱根彫刻の森美術館中正堂 - 箱根 彫刻の森美術館内にある。蔣介石からの恩義を日本の青年が未来永劫忘れないことを目的としてフジサンケイグループによって建てられた。
- 中正神社 - 蔣介石が、日本が敗戦した際に寛大な処置を取り、復員に便宜を図ったことなどを称えるため建立（愛知県幸田町）。
- 蔣介石頌徳碑 - 横浜市内の伊勢山皇大神宮内生誕100年記念に建立、傍に 統一教会幹部の助野健太郎による由緒書きがある。
- 中正堂会館 - 日華文化協会が入居している（港区南麻布、1968年竣工）。
- 以徳報怨之碑 - 千葉県いすみ市岬町江場土、1985年4月建立。
- 胸像 - 千葉県市川市中山の法華経寺境内に、1972年岸信介・佐藤栄作兄弟と親しかった132世武井日進上人が建立。
- 湯島聖堂 - 「有教無類」の碑がある。

### フィリピン
- 中正学院（中国語: 菲律濱中正學院）（英語：Chiang Kai Shek College）

## 日本語訳著作
- 『百千万民衆に訴ふ』（村田孜郎訳、河出書房、1937年）
- 『抗戦支那の経済建設』（民尉主編、東亜研究所第三部訳、東亜研究所、1941年）
- 『中国の命運』（波多野乾一訳、日本評論社、1946年）
- 『暴を以て暴に報ゆる勿れ』〈革命家演説集 ; 5〉、山田礼三（訳）、白揚社、1947年3月20日。
- 『敵か味方か 蔣介石總統の對日言論』（東亞出版社編訳、東亞出版社、1952年）
- 『中国のなかのソ連 蔣介石回顧録』毎日新聞外信部（訳）、毎日新聞社、1957年12月25日。
- 西内雅解題『敵か?友か? 中国と日本の問題検討』国民新聞社、1972年11月10日。
- 『蔣介石名言集』1・2（秦孝儀編訳、ケイザイ春秋社、1973 - 74年）
- 『蔣介石書簡集 1912 - 1946』（丁秋潔・宋平編、鈴木博訳、みすず書房、2000年）

## 家系図
|        |        |        |        | 蔣肇聡 | 蔣肇聡 | 蔣肇聡 | 蔣肇聡 | 蔣肇聡 | 蔣肇聡 |        |        | 王采玉 | 王采玉 | 王采玉 | 王采玉 | 王采玉 | 王采玉 |        |        |        |        |        |        |        |        |        |        |        |        |        |        |        |        |        |        |        |        |        |        |        |        |        |        |        |        |        |        |        |        |        |        |        |        |        |        |        |        |        |        |        |        |        |        |        |        |        |        |  |  |
|        |        |        |        | 蔣肇聡 | 蔣肇聡 | 蔣肇聡 | 蔣肇聡 | 蔣肇聡 | 蔣肇聡 |        |        | 王采玉 | 王采玉 | 王采玉 | 王采玉 | 王采玉 | 王采玉 |        |        |        |        |        |        |        |        |        |        |        |        |        |        |        |        |        |        |        |        |        |        |        |        |        |        |        |        |        |        |        |        |        |        |        |        |        |        |        |        |        |        |        |        |        |        |        |        |        |        |  |  |
|        |        |        |        |        |        |        |        |        |        |        |        |        |        |        |        |        |        |        |        |        |        |        |        |        |        |        |        |        |        |        |        |        |        |        |        |        |        |        |        |        |        |        |        |        |        |        |        |        |        |        |        |        |        |        |        |        |        |        |        |        |        |        |        |        |        |        |        |  |  |
|        |        | 蔣介卿 | 蔣介卿 | 蔣介卿 | 蔣介卿 | 蔣介卿 | 蔣介卿 |        |        | 蔣介石 | 蔣介石 | 蔣介石 | 蔣介石 | 蔣介石 | 蔣介石 |        |        |        |        |        |        |        |        |        |        |        |        |        |        |        |        |        |        |        |        |        |        |        |        |        |        |        |        |        |        |        |        |        |        |        |        |        |        |        |        |        |        |        |        |        |        |        |        |        |        |        |        |  |  |
|        |        | 蔣介卿 | 蔣介卿 | 蔣介卿 | 蔣介卿 | 蔣介卿 | 蔣介卿 |        |        | 蔣介石 | 蔣介石 | 蔣介石 | 蔣介石 | 蔣介石 | 蔣介石 |        |        |        |        |        |        |        |        |        |        |        |        |        |        |        |        |        |        |        |        |        |        |        |        |        |        |        |        |        |        |        |        |        |        |        |        |        |        |        |        |        |        |        |        |        |        |        |        |        |        |        |        |  |  |
|        |        |        |        |        |        |        |        |        |        |        |        |        |        |        |        |        |        |        |        |        |        |        |        |        |        |        |        |        |        |        |        |        |        |        |        |        |        |        |        |        |        |        |        |        |        |        |        |        |        |        |        |        |        |        |        |        |        |        |        |        |        |        |        |        |        |        |        |  |  |
|        |        |        |        |        |        |        |        |        |        |        |        |        |        | 毛福梅 | 毛福梅 | 毛福梅 | 毛福梅 | 毛福梅 | 毛福梅 |        |        | 姚冶誠 | 姚冶誠 | 姚冶誠 | 姚冶誠 | 姚冶誠 | 姚冶誠 |        |        | 陳潔如 | 陳潔如 | 陳潔如 | 陳潔如 | 陳潔如 | 陳潔如 |        |        | 宋美齢 | 宋美齢 | 宋美齢 | 宋美齢 | 宋美齢 | 宋美齢 |        |        |        |        |        |        |        |        |        |        | 戴季陶 | 戴季陶 | 戴季陶 | 戴季陶 | 戴季陶 | 戴季陶 |        |        |        |        |        |        |        |        |  |  |
|        |        |        |        |        |        |        |        |        |        |        |        |        |        | 毛福梅 | 毛福梅 | 毛福梅 | 毛福梅 | 毛福梅 | 毛福梅 |        |        | 姚冶誠 | 姚冶誠 | 姚冶誠 | 姚冶誠 | 姚冶誠 | 姚冶誠 |        |        | 陳潔如 | 陳潔如 | 陳潔如 | 陳潔如 | 陳潔如 | 陳潔如 |        |        | 宋美齢 | 宋美齢 | 宋美齢 | 宋美齢 | 宋美齢 | 宋美齢 |        |        |        |        |        |        |        |        |        |        | 戴季陶 | 戴季陶 | 戴季陶 | 戴季陶 | 戴季陶 | 戴季陶 |        |        |        |        |        |        |        |        |  |  |
|        |        |        |        |        |        |        |        |        |        |        |        |        |        |        |        |        |        |        |        |        |        |        |        |        |        |        |        |        |        |        |        |        |        |        |        |        |        |        |        |        |        |        |        |        |        |        |        |        |        |        |        |        |        |        |        |        |        |        |        |        |        |        |        |        |        |        |        |  |  |
|        |        | 蔣方良 | 蔣方良 | 蔣方良 | 蔣方良 | 蔣方良 | 蔣方良 |        |        | 蔣経国 | 蔣経国 | 蔣経国 | 蔣経国 | 蔣経国 | 蔣経国 |        |        |        |        |        |        |        |        |        |        |        |        |        |        |        |        |        |        |        |        |        |        |        |        |        |        |        |        |        |        | 章亜若 | 章亜若 | 章亜若 | 章亜若 | 章亜若 | 章亜若 |        |        | 蔣緯国 | 蔣緯国 | 蔣緯国 | 蔣緯国 | 蔣緯国 | 蔣緯国 |        |        |        |        |        |        |        |        |  |  |
|        |        | 蔣方良 | 蔣方良 | 蔣方良 | 蔣方良 | 蔣方良 | 蔣方良 |        |        | 蔣経国 | 蔣経国 | 蔣経国 | 蔣経国 | 蔣経国 | 蔣経国 |        |        |        |        |        |        |        |        |        |        |        |        |        |        |        |        |        |        |        |        |        |        |        |        |        |        |        |        |        |        | 章亜若 | 章亜若 | 章亜若 | 章亜若 | 章亜若 | 章亜若 |        |        | 蔣緯国 | 蔣緯国 | 蔣緯国 | 蔣緯国 | 蔣緯国 | 蔣緯国 |        |        |        |        |        |        |        |        |  |  |
|        |        |        |        |        |        |        |        |        |        |        |        |        |        |        |        |        |        |        |        |        |        |        |        |        |        |        |        |        |        |        |        |        |        |        |        |        |        |        |        |        |        |        |        |        |        |        |        |        |        |        |        |        |        |        |        |        |        |        |        |        |        |        |        |        |        |        |        |  |  |
|        |        |        |        |        |        |        |        |        |        |        |        |        |        |        |        |        |        |        |        |        |        |        |        |        |        |        |        |        |        |        |        |        |        |        |        |        |        |        |        |        |        |        |        |        |        |        |        |        |        |        |        |        |        |        |        |        |        |        |        |        |        |        |        |        |        |        |        |  |  |
| 蔣孝文 | 蔣孝文 | 蔣孝文 | 蔣孝文 | 蔣孝文 | 蔣孝文 |        |        | 蔣孝章 | 蔣孝章 | 蔣孝章 | 蔣孝章 | 蔣孝章 | 蔣孝章 |        |        | 蔣孝武 | 蔣孝武 | 蔣孝武 | 蔣孝武 | 蔣孝武 | 蔣孝武 |        |        | 蔣孝勇 | 蔣孝勇 | 蔣孝勇 | 蔣孝勇 | 蔣孝勇 | 蔣孝勇 |        |        | 方智怡 | 方智怡 | 方智怡 | 方智怡 | 方智怡 | 方智怡 |        |        | 章孝慈 | 章孝慈 | 章孝慈 | 章孝慈 | 章孝慈 | 章孝慈 |        |        | 蔣孝厳 | 蔣孝厳 | 蔣孝厳 | 蔣孝厳 | 蔣孝厳 | 蔣孝厳 |        |        | 黄美倫 | 黄美倫 | 黄美倫 | 黄美倫 | 黄美倫 | 黄美倫 |        |        |        |        |        |        |  |  |
| 蔣孝文 | 蔣孝文 | 蔣孝文 | 蔣孝文 | 蔣孝文 | 蔣孝文 |        |        | 蔣孝章 | 蔣孝章 | 蔣孝章 | 蔣孝章 | 蔣孝章 | 蔣孝章 |        |        | 蔣孝武 | 蔣孝武 | 蔣孝武 | 蔣孝武 | 蔣孝武 | 蔣孝武 |        |        | 蔣孝勇 | 蔣孝勇 | 蔣孝勇 | 蔣孝勇 | 蔣孝勇 | 蔣孝勇 |        |        | 方智怡 | 方智怡 | 方智怡 | 方智怡 | 方智怡 | 方智怡 |        |        | 章孝慈 | 章孝慈 | 章孝慈 | 章孝慈 | 章孝慈 | 章孝慈 |        |        | 蔣孝厳 | 蔣孝厳 | 蔣孝厳 | 蔣孝厳 | 蔣孝厳 | 蔣孝厳 |        |        | 黄美倫 | 黄美倫 | 黄美倫 | 黄美倫 | 黄美倫 | 黄美倫 |        |        |        |        |        |        |  |  |
|        |        |        |        |        |        |        |        |        |        |        |        |        |        |        |        |        |        |        |        |        |        |        |        |        |        |        |        |        |        |        |        |        |        |        |        |        |        |        |        |        |        |        |        |        |        |        |        |        |        |        |        |        |        |        |        |        |        |        |        |        |        |        |        |        |        |        |        |  |  |
|        |        |        |        |        |        |        |        |        |        |        |        |        |        |        |        |        |        |        |        |        |        |        |        |        |        |        |        |        |        |        |        |        |        |        |        |        |        |        |        |        |        |        |        |        |        |        |        |        |        |        |        |        |        |        |        |        |        |        |        |        |        |        |        |        |        |        |        |  |  |
|        |        |        |        |        |        | 林姮怡 | 林姮怡 | 林姮怡 | 林姮怡 | 林姮怡 | 林姮怡 |        |        | 蔣友柏 | 蔣友柏 | 蔣友柏 | 蔣友柏 | 蔣友柏 | 蔣友柏 |        |        | 蔣友常 | 蔣友常 | 蔣友常 | 蔣友常 | 蔣友常 | 蔣友常 |        |        | 蔣友青 | 蔣友青 | 蔣友青 | 蔣友青 | 蔣友青 | 蔣友青 |        |        |        |        |        |        |        |        |        |        | 蔣蕙蘭 | 蔣蕙蘭 | 蔣蕙蘭 | 蔣蕙蘭 | 蔣蕙蘭 | 蔣蕙蘭 |        |        | 蔣蕙筠 | 蔣蕙筠 | 蔣蕙筠 | 蔣蕙筠 | 蔣蕙筠 | 蔣蕙筠 |        |        | 蔣万安 | 蔣万安 | 蔣万安 | 蔣万安 | 蔣万安 | 蔣万安 |  |  |
|        |        |        |        |        |        | 林姮怡 | 林姮怡 | 林姮怡 | 林姮怡 | 林姮怡 | 林姮怡 |        |        | 蔣友柏 | 蔣友柏 | 蔣友柏 | 蔣友柏 | 蔣友柏 | 蔣友柏 |        |        | 蔣友常 | 蔣友常 | 蔣友常 | 蔣友常 | 蔣友常 | 蔣友常 |        |        | 蔣友青 | 蔣友青 | 蔣友青 | 蔣友青 | 蔣友青 | 蔣友青 |        |        |        |        |        |        |        |        |        |        | 蔣蕙蘭 | 蔣蕙蘭 | 蔣蕙蘭 | 蔣蕙蘭 | 蔣蕙蘭 | 蔣蕙蘭 |        |        | 蔣蕙筠 | 蔣蕙筠 | 蔣蕙筠 | 蔣蕙筠 | 蔣蕙筠 | 蔣蕙筠 |        |        | 蔣万安 | 蔣万安 | 蔣万安 | 蔣万安 | 蔣万安 | 蔣万安 |  |  |